# Maisons romaines du Caelius
Les maisons romaines du Caelius (en italien : Case Romane del Celio) sont un groupe d'anciennes maisons romaines de différentes époques — aujourd'hui transformé en musée — situées sous la basilique Santi Giovanni e Paolo, sur le Clivus Scauri , dans le Rione Celio, à Rome.

## Histoire

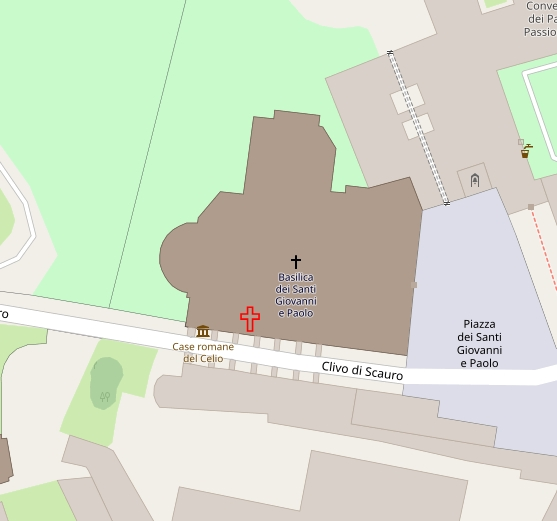
Carte montrant l'emplacement des maisons romaines par rapport à la basilique Santi Giovanni e Paolo, construite au-dessus.

Le Clivus Scauri, qui est l'un des itinéraires les plus importants de l'ancien mont Caelius, doit probablement son nom à Marcus Æmilius Scaurus, censeur en 109 av. J.-C. Il constitue un exemple extraordinaire de la persistance d'un élément urbain depuis l'Antiquité classique, tout au long du Moyen Âge et jusqu'à nos jours. L'entrée du complexe des maisons romaines du Caelius était l'entrée d'un portique qui se trouvait à l'origine au rez-de-chaussée, avec des magasins.

### Une maison de ville
La première phase correspond à la domus, la résidence romaine. Au début du IIe siècle, la zone où se trouve actuellement l'église était occupée par un opulent immeuble résidentiel de deux étages qui donnait sur une avenue parallèle au Clivus Scauri. Cette maison avait une salle de bain au rez-de-chaussée et des chambres à l'étage supérieur. D'autres bâtiments résidentiels se trouvaient à proximité immédiate.

### Un immeuble
La phase suivante correspond à l'insula. Au début du IIIe siècle, à l'époque sévérienne, un immeuble d'habitation a été construit juste en face. Cette insula, de plan trapézoïdal, était composée de petits appartements aux étages les plus hauts. Les classes sociales les plus pauvres qui vivaient là accédaient directement à leurs logements depuis les magasins du rez-de-chaussée, via l'entrée du Clivus Scauri. Sur le mur de droite se trouve l'entrée rectangulaire qui donnait autrefois accès à un magasin, intégrée au mur de fondation de la basilique. Au sommet apparaît un espace pour une fenêtre qui éclairait auparavant le groupe de maisons. 

### Résidence de luxe et immeuble de rapport
À la fin du IIIe et au début du IVe siècle commence la troisième phase, lorsqu'un riche propriétaire achète l'ensemble du complexe et transforme l'insula et la résidence, séparées par une ruelle, en une seule et élégante demeure. Cette nouvelle conception a probablement précédé l'utilisation des étages supérieurs de l'insula comme logements locatifs, tandis que la transformation du rez-de-chaussée a été adaptée à un usage unifamilial.

### La basilique chrétienne
Enfin, dans la seconde moitié du IVe siècle, selon les traditions chrétiennes, y vécurent les martyrs Jean et Paul, fonctionnaires de la cour de Constantin Ier, exécutés et enterrés dans leur propre maison en 362, sous le règne de l'empereur Julien l'Apostat (361-363). La basilique au-dessus a été construite au début du Ve siècle selon un projet du sénateur Pammachius (ou Pammaque, en français), personnalité importante de la communauté chrétienne de l'époque et probablement dernier propriétaire du complexe. Il abandonna les pièces de la résidence située sous la basilique, les laissant inutilisables en raison de la construction des murs de la nouvelle basilique de Pammachius (titulus Pammachii), qui empêchent encore une vue dégagée sur tous les locaux du complexe. Plusieurs espaces et sections de la maison ont néanmoins continué à être utilisés et visités après la construction de la basilique, comme c'est le cas de l'Oratorio del Salvatore médiéval. De plus, une nouvelle salle fut construite, avec une petite fenêtre (Fenestrella Confessionis) depuis laquelle les fidèles pouvaient admirer les tombeaux des martyrs.

## Archéologie
Les premières fouilles sous San Giovanni e Paolo furent menées en 1887 par Germano di San Stanislao, recteur de la basilique, qui, en descendant dans l'une des chambres funéraires de la zone du presbytère, découvrit de grandes salles souterraines dont les murs conservaient, sous une fine couche de chaux, des traces de peintures anciennes. La Passion des martyrs Jean et Paul, récit hagiographique du martyre des deux frères, a inspiré le prêtre passioniste dans l'exploration des sous-sols de la basilique.
De nouvelles fouilles archéologiques furent menées entre 1913 et 1914 par le prêtre passioniste Lamberto et, en 1951, de nouvelles interventions conduisirent à la découverte de l'ensemble du complexe archéologique. En 2002, une rénovation réalisée en collaboration par plusieurs organismes gouvernementaux italiens et romains a conduit à l'ouverture des ruines au public.

## Description
Les nombreux autels et inscriptions présents dans toutes les pièces des « Maisons romaines » témoignent de l'activité des papes et de la communauté passioniste de la basilique située juste au-dessus à la fin du XIXe siècle.

### Oratoire du Saint-Sauveur

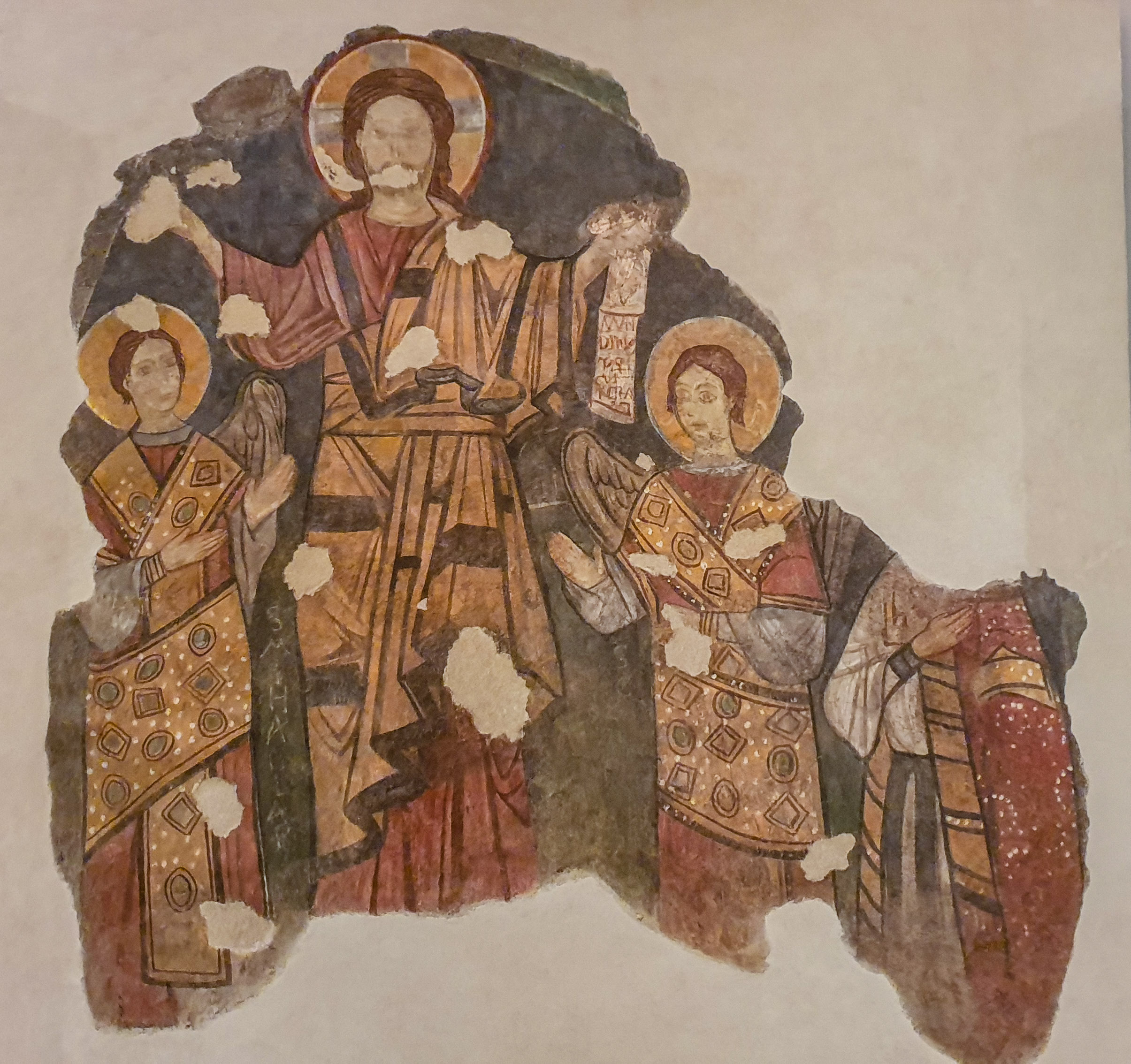
Le Christ entre les archanges Michel et Gabriel et les saints Jean et Paul.

L’Oratorio del Salvatore, qui se trouve dans la deuxième salle à droite de l'entrée, était un oratoire dédié à Jésus-Christ sous le titre du « Très Saint Sauveur ».
Le dernier propriétaire romain antique du complexe qui comprend les maisons et la basilique Santi Giovanni e Paolo était le sénateur Pammachius, figure importante de l'ancienne communauté chrétienne de Rome, auquel on attribue, au début du Ve siècle, la construction de la basilique et des bâtiments annexes, mentionnés au synode de 499 sous le nom de Titulus Pammachii, nom qui ne fut remplacé par Santi Giovanni e Paolo qu'à partir de 595. La basilique est ainsi dédiée aux martyrs Jean et Paul, qui furent détenus au premier étage de la résidence romaine de l'Antiquité tardive et assassinés lors de la persécution des chrétiens à l'époque de l'empereur Julien. Toutes les pièces de l'ancien rez-de-chaussée furent enterrées pour servir de fondations à la basilique, à l'exception d'une salle qui restait accessible par un escalier intérieur à l'église. Au VIIIe siècle, cette salle fut transformée en un oratoire dédié au Saint-Sauveur.
L'espace conserve encore aujourd'hui un cycle de fresques christologiques du IXe siècle, qui comprennent (de la droite dans le sens inverse des aiguilles d'une montre) : Descente du Christ aux Enfers et Mise au tombeau du Christ, Tirage au sort des vêtements et, de plus grandes dimensions, une Crucifixion qui montre Jésus avec une longue robe sombre, la tunique intérieure (en latin : colobium), entre la Vierge Marie et saint Jean, dans la tradition iconographique orientale typique de la Palestine syrienne. La fresque Le Christ entre les archanges Michel et Gabriel et les saints Jean et Paul a été détachée dans les années 1950 et se trouve aujourd'hui  dans le musée local appelé « Antiquarium »,,.

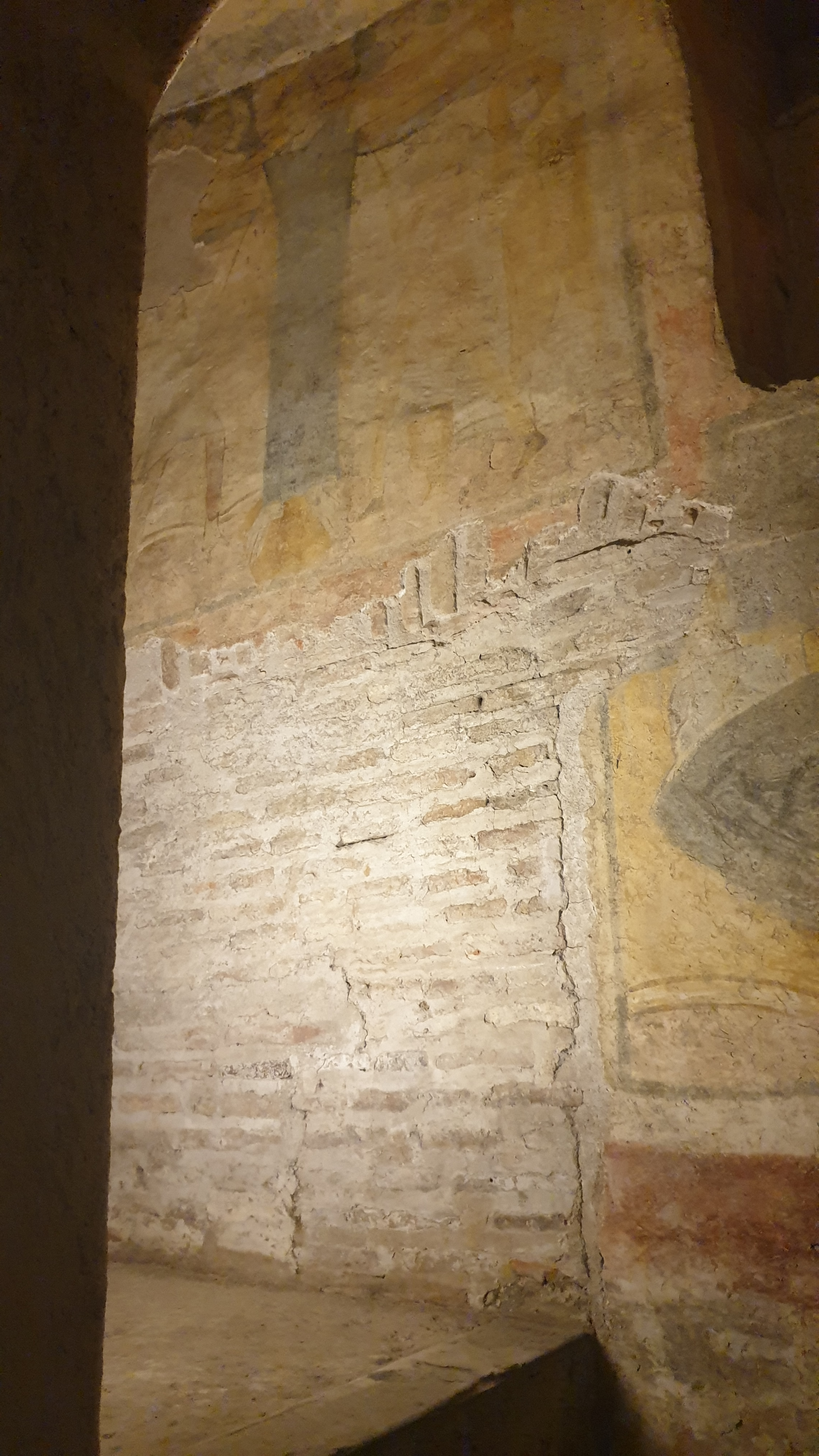
Fresque de la Crucifixion.
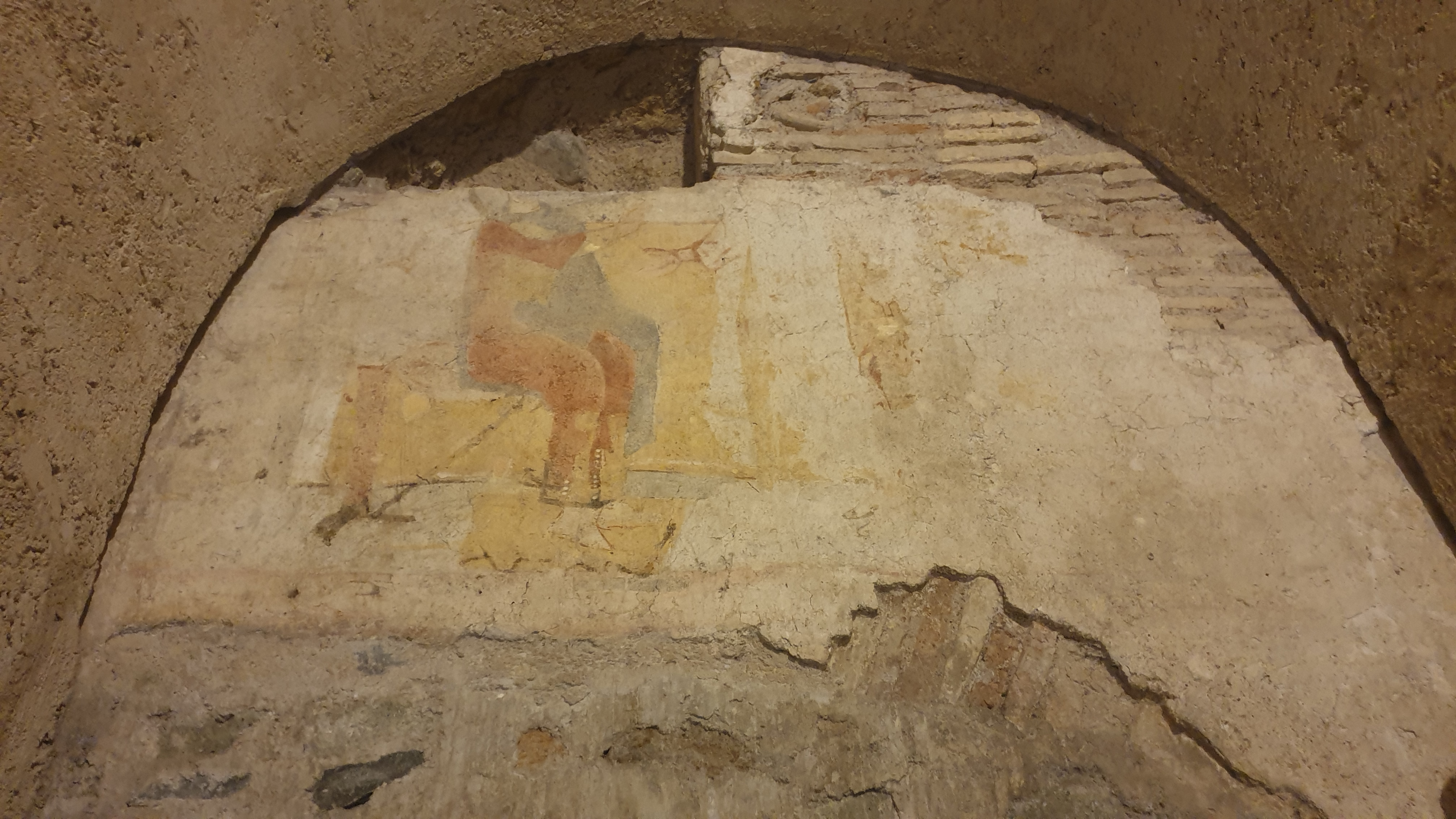
Fresque de l'Oratoire du Saint-Sauveur.
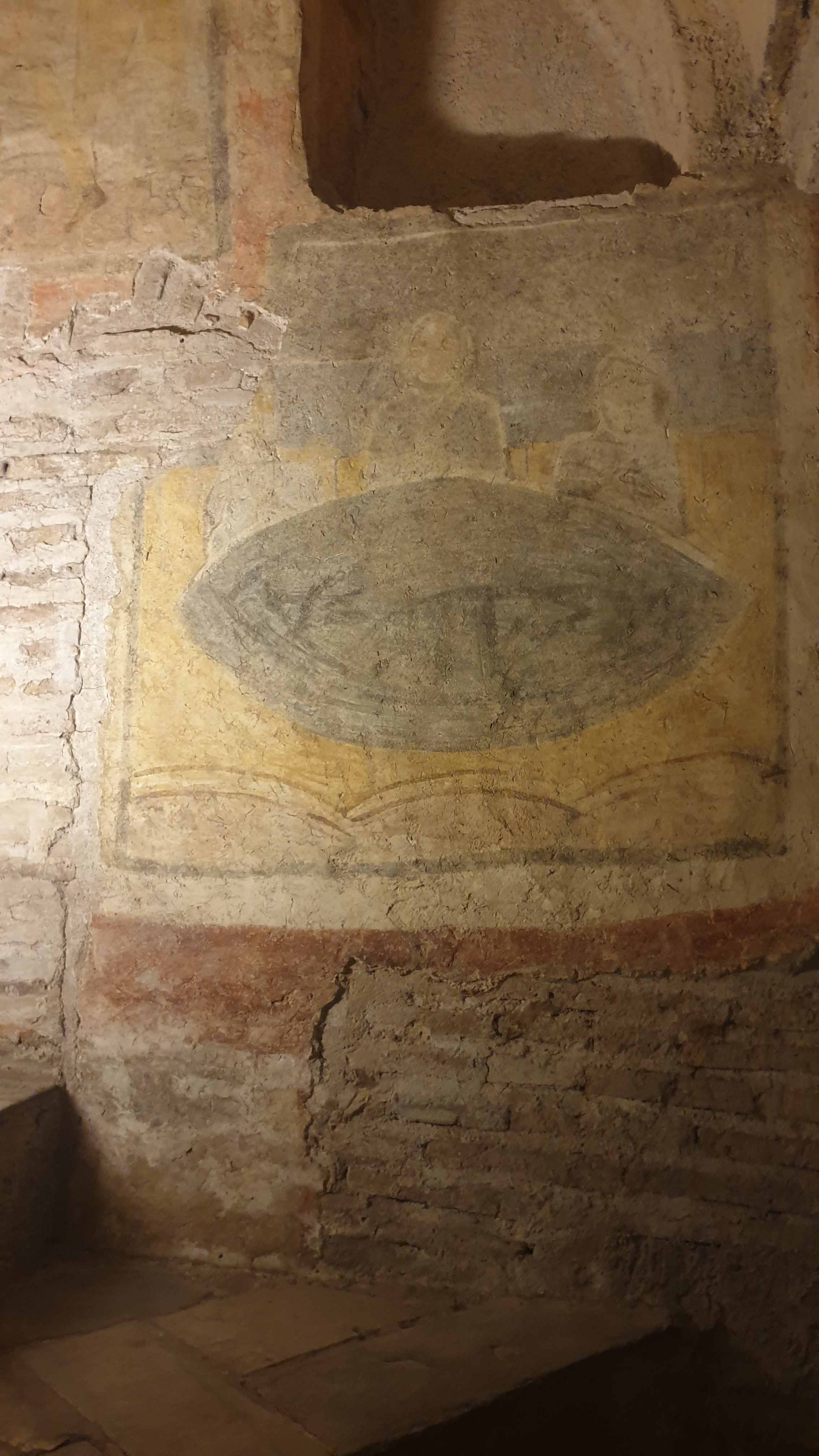
Fresque, sous la Crucifixion.

### Magasin

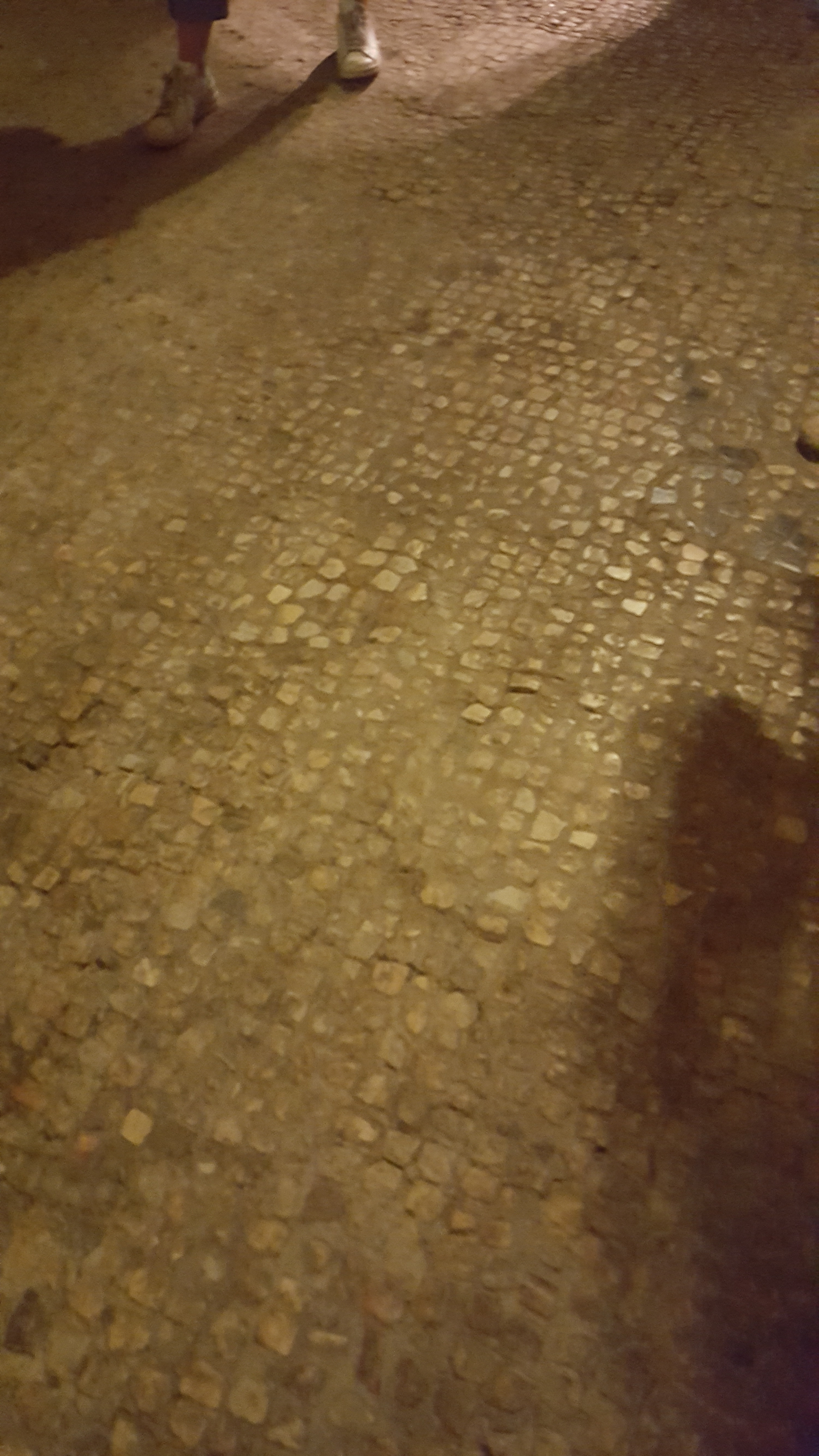
Sol en mosaïque de marbre.

C'était à l'origine l'un des nombreux magasins situés au rez-de-chaussée de l’insula qui dominait le portique. Chacun possédait à l'arrière une pièce qui servait d'atelier ou de débarras. Dans un coin, la base du support d'un escalier est encore visible.
Le sol, constitué d'éléments de marbre irréguliers, remonte à la transformation de la demeure à la fin du IIIe siècle.
La pièce suivante, connue sous le nom de « salle des Génies », était elle-même à l'origine un garde-manger.

### Salle des Génies

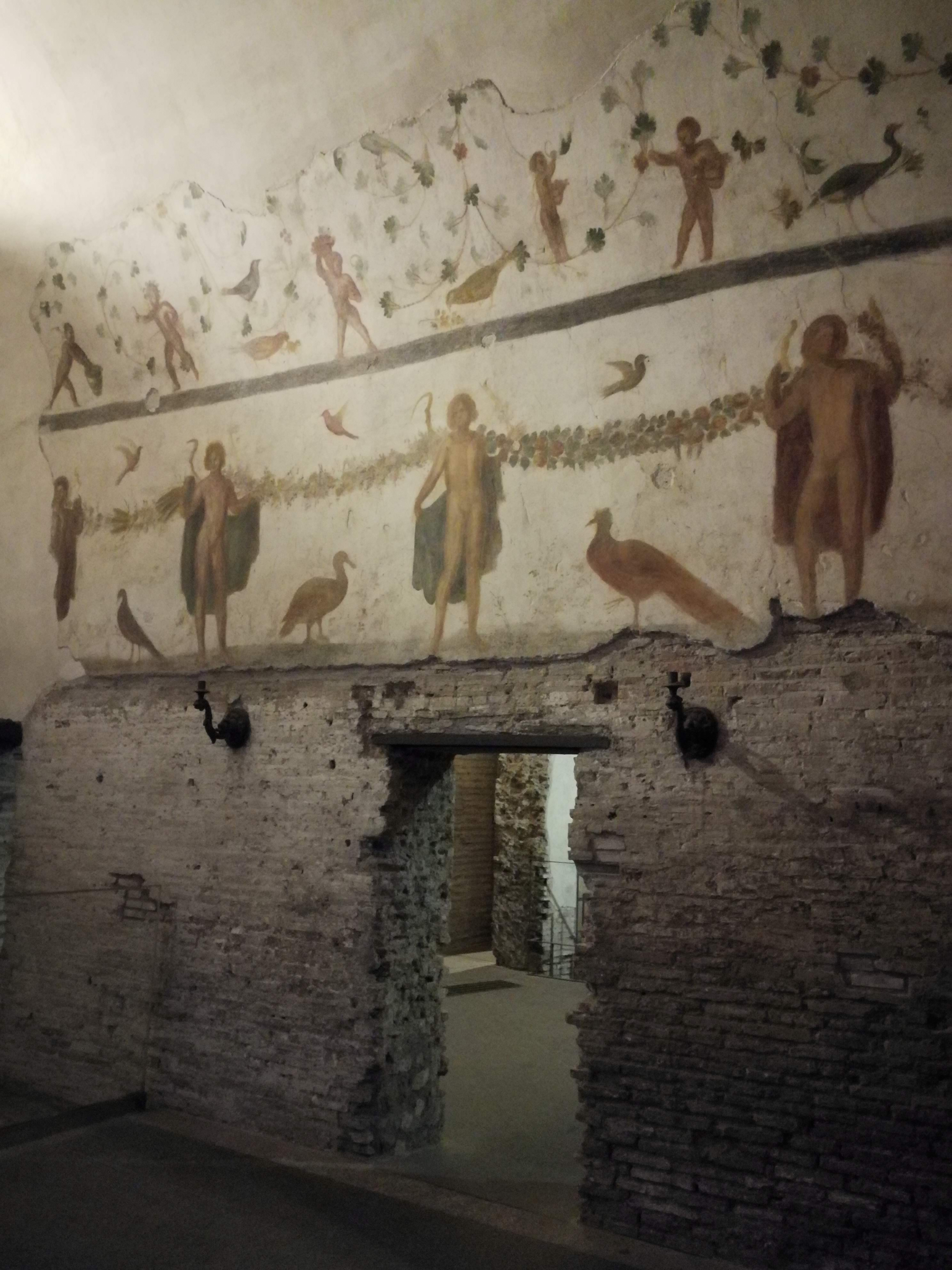
Salle des Génies.

Le nom de la Salle des Génies (en italien : Stanza dei Geni) fait référence au Genius, un type d'esprit gardien que, selon la mythologie romaine, possédaient toutes les personnes et tous les lieux. Cette salle fait partie des transformations effectuées au cours du IIIe siècle : à l'origine un débarras, elle est devenue une élégante pièce menant à une cour intérieure connue sous le nom de nymphée. Actuellement, cette ouverture est fermée par le mur de fondation de la basilique.
Le mur du rez-de-chaussée et les deux premiers mètres au-dessus étaient décorés d'un luxueux revêtement de marbre en opus sectile incrusté qui a été retiré après l'abandon du bâtiment. Les marques des dalles de marbre du sol d'origine sont encore visibles. Dans le coin droit, près de l'entrée, se trouvent les traces d'un cadre en marbre. La partie supérieure du mur présente un délicat décor aux thèmes de la nature disposés en deux registres distincts. En bas, de jeunes personnages ailés nus – les Génies – tiennent des guirlandes de fruits et de fleurs d'été. Au sommet, on voit une scène de vendanges d'automne avec des putti. Ces éléments suggèrent une décoration inspirée du changement des saisons. De nombreux types d'oiseaux exotiques d'Afrique du Nord sont représentés.

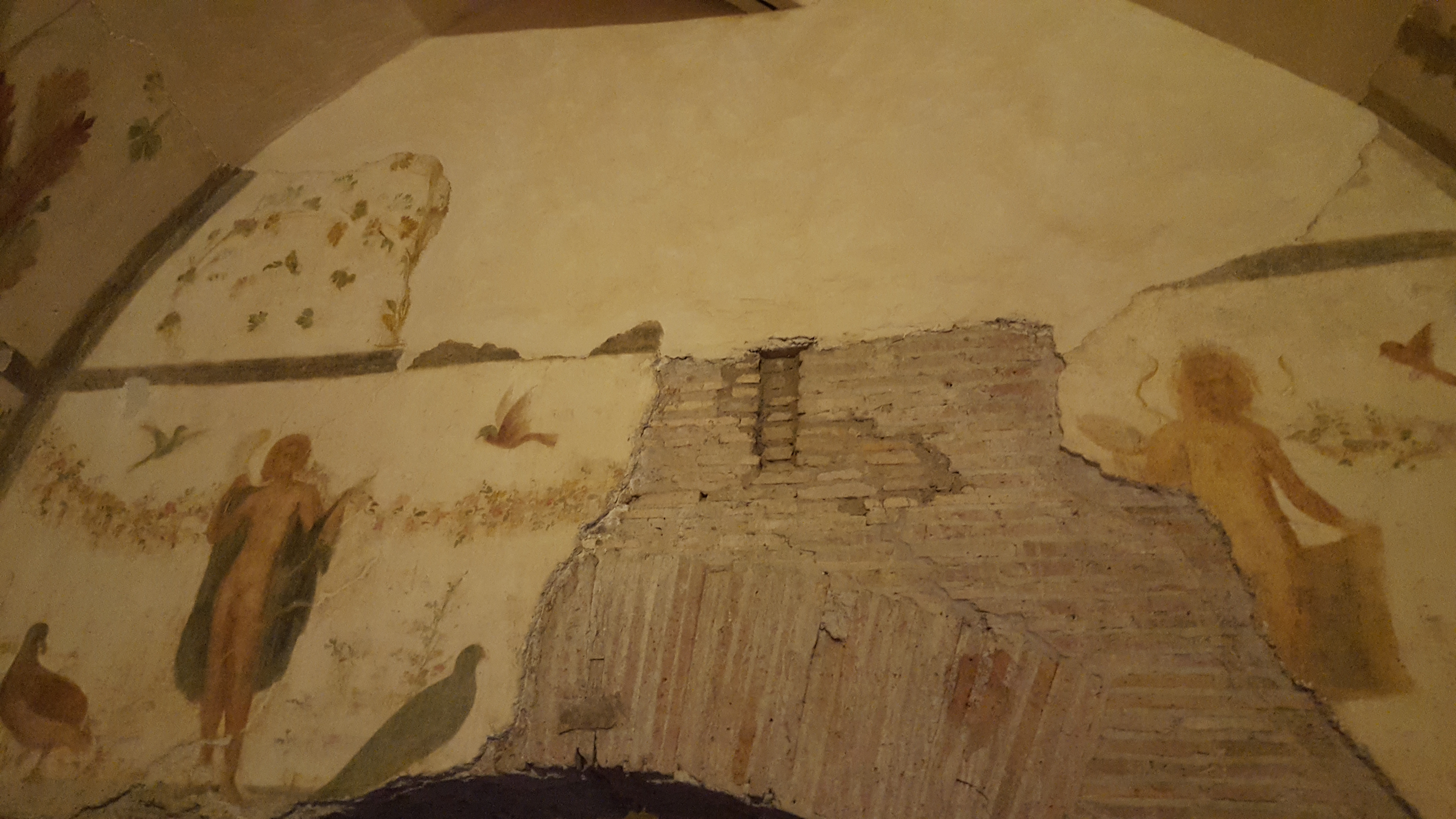
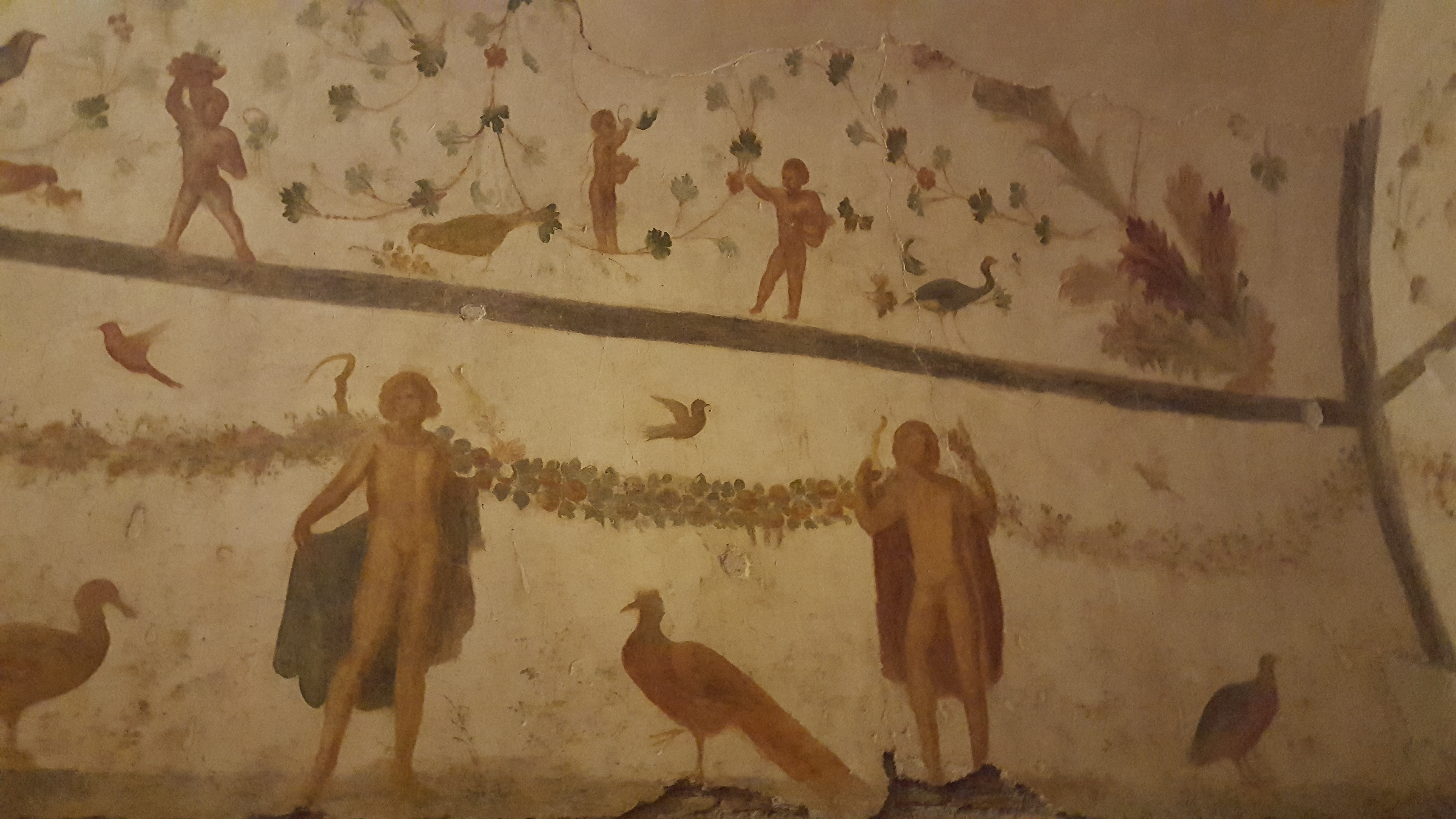
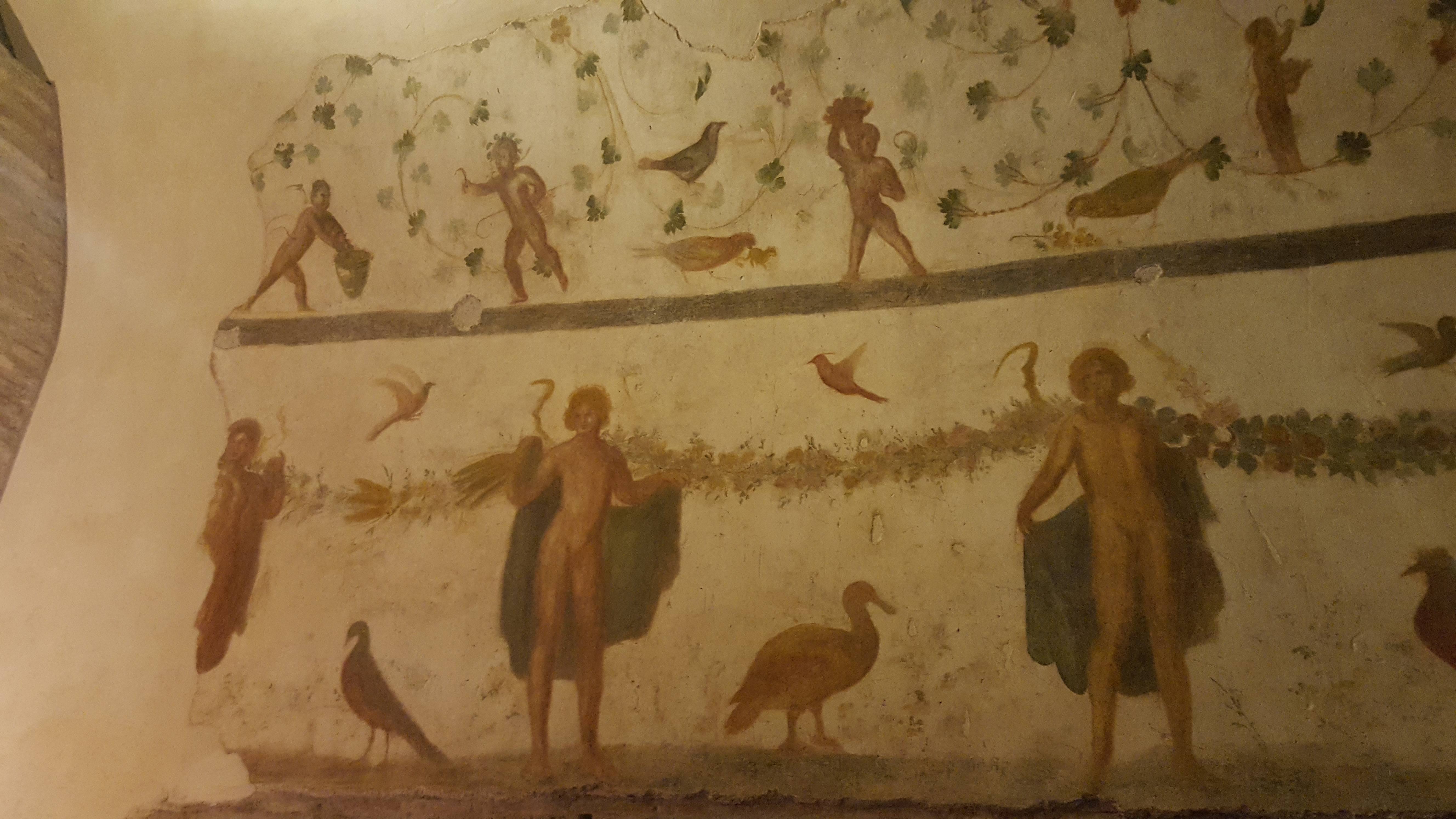
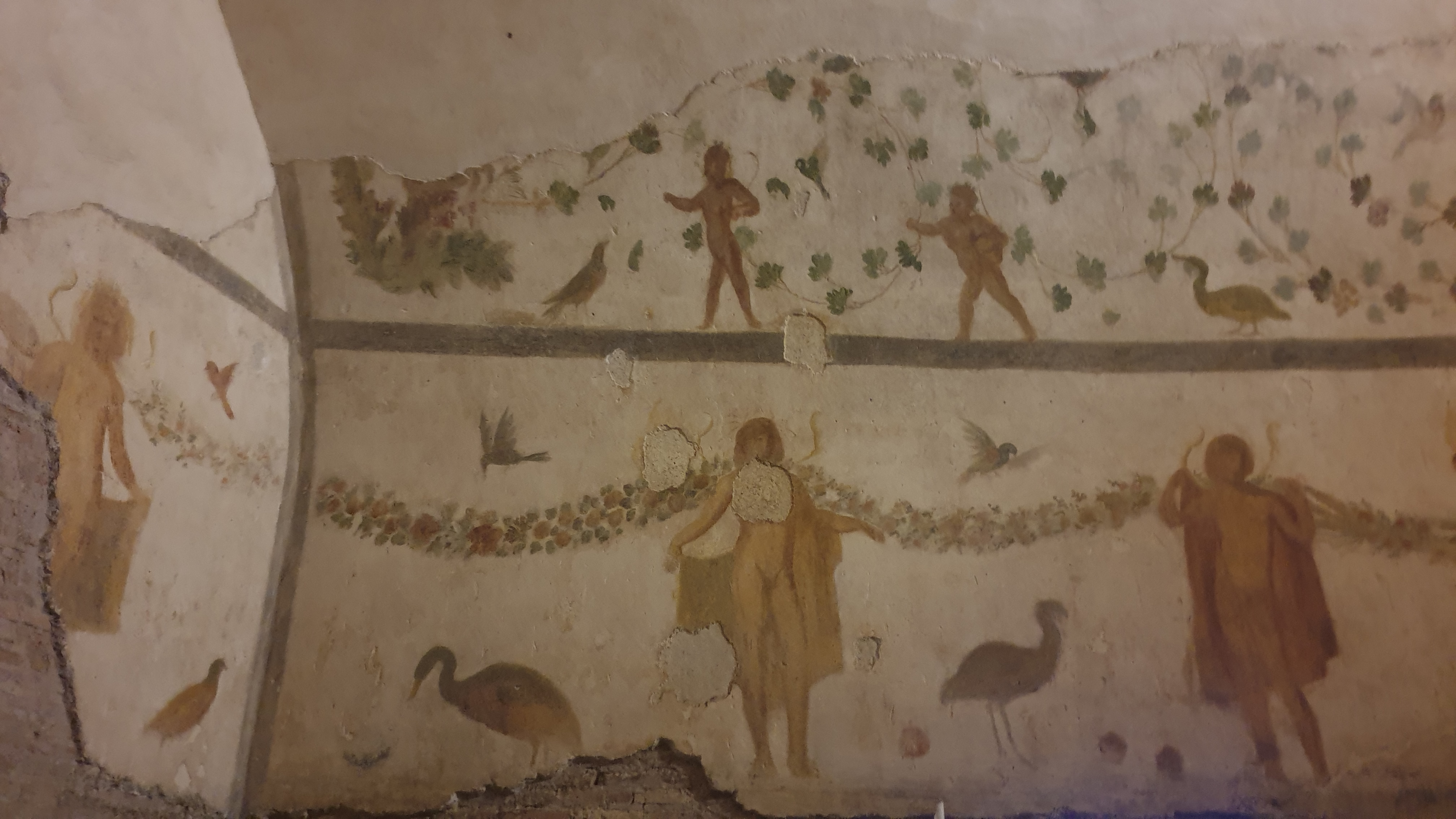

### Chambre en imitation marbre
La salle  imitation marbre (en italien : Stanza dei Marmore Finiti) porte ce nom en raison de la décoration peinte colorée imitant un revêtement de marbre en opus sectile du IVe siècle. Dans la partie supérieure de la décoration sont visibles des traces de représentations de la nature. Le drain dans le coin rappelle l'utilisation d'origine de la pièce comme atelier.

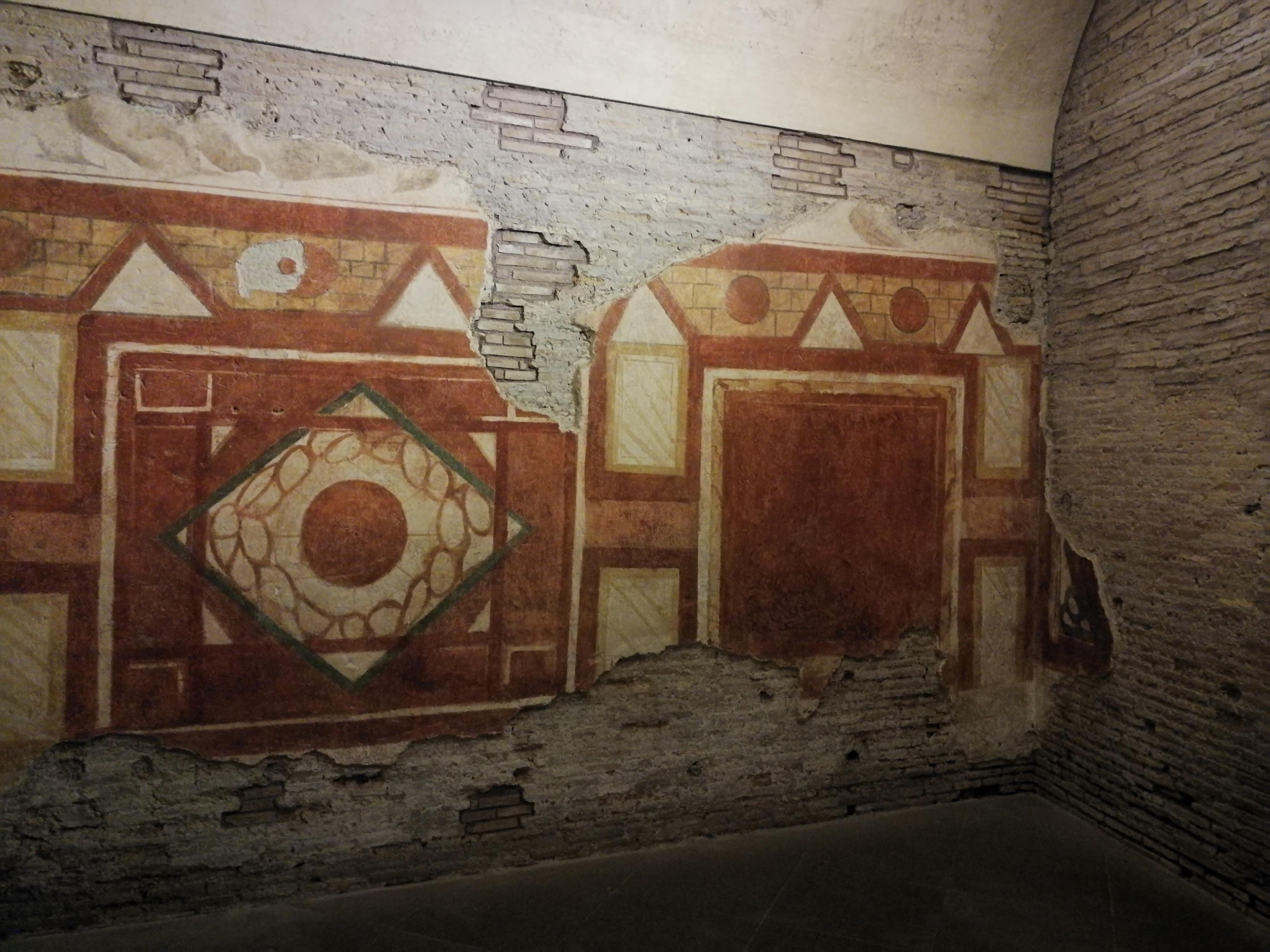
Décoration peinte imitant un revêtement de marbre en opus sectile.
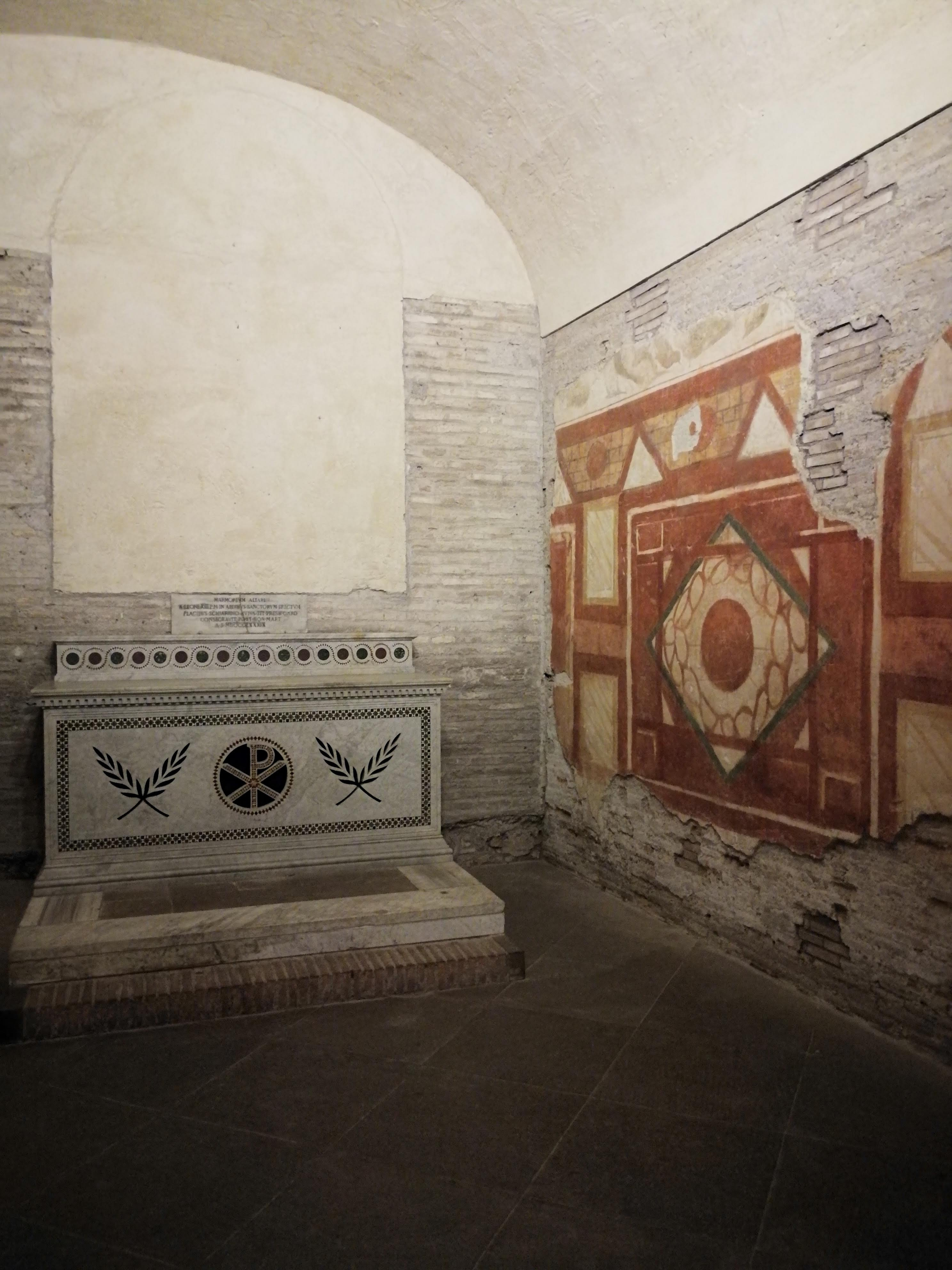
Décoration en faux opus sectile.

### Salle de l'Orante
La salle de l'Orante (en italien : Stanza dell'Orante ) est l'une des plus impressionnantes du complexe et son nom fait référence à l'Orante (« femme en prière »), l'un des personnages représentés dans la décoration, qui remonte au IVe siècle. Dans la partie inférieure se trouvent des panneaux qui imitent un opus sectile en albâtre ; au-dessus, un registre de feuilles d'acanthe. 

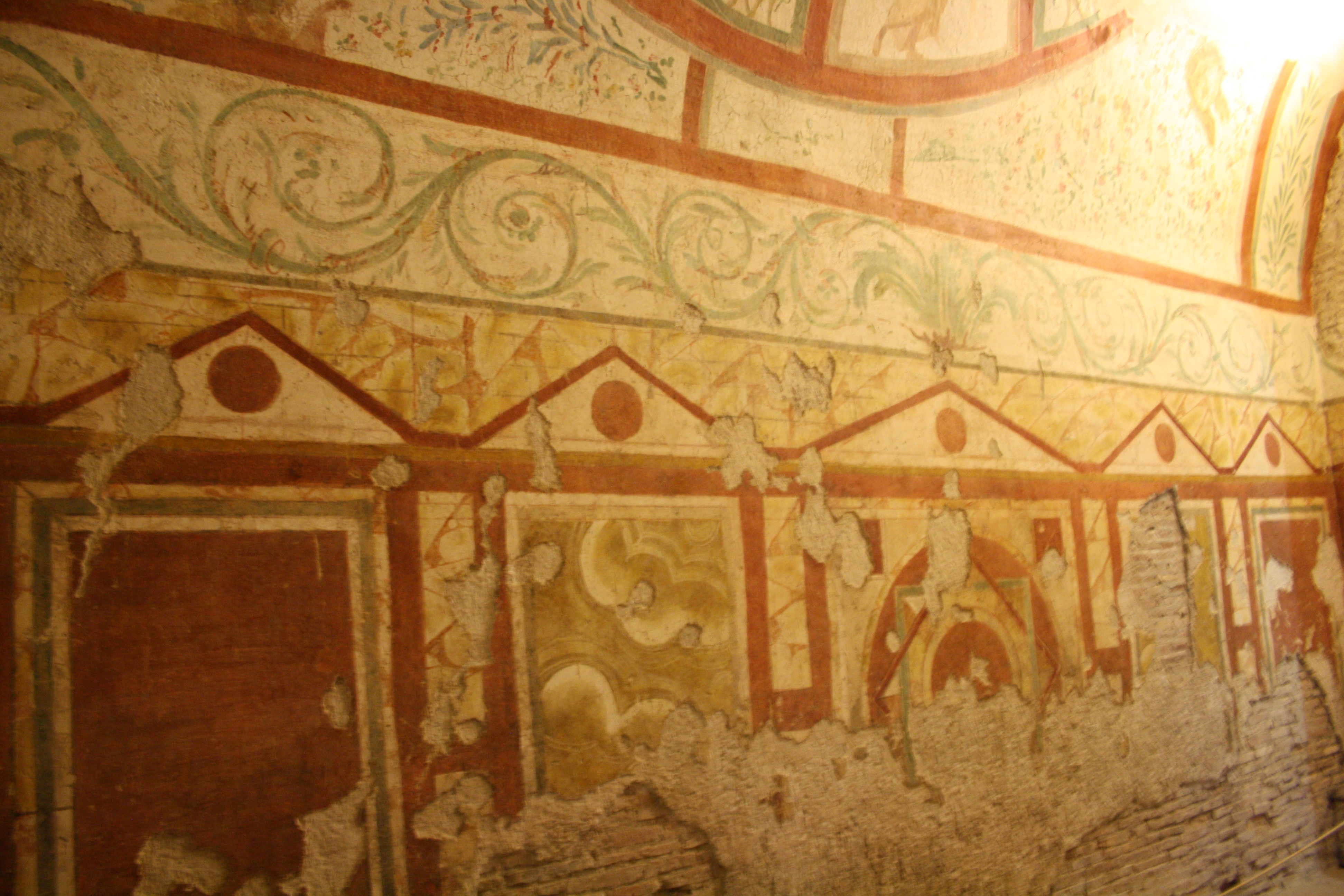
Fresques murales imitant un décor d'opus sectile.
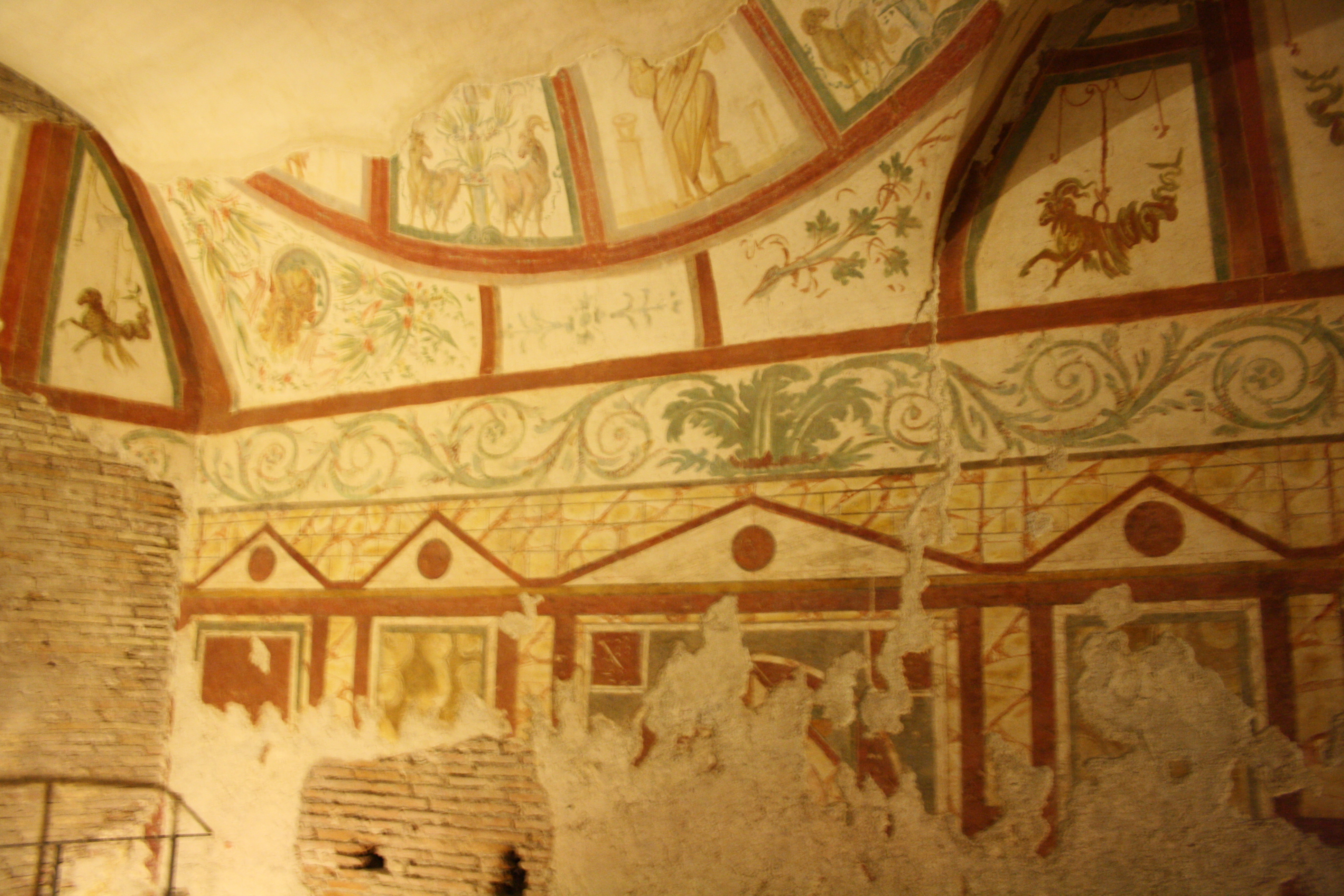
Motifs semblables sur la paroi opposée.

La voûte, partiellement conservée, permet de comprendre le climat culturel de la société romaine entre le IIIe et le IVe siècle, lorsque les éléments chrétiens de la décoration reflétaient la popularité croissante du christianisme. Elle est divisée en segments avec une alternance de paires de chèvres et de boucs de part et d'autre de personnages masculins, qui peuvent être interprétés comme des philosophes tenant des rouleaux à la main. La célèbre image d'une femme en prière qui donne son nom à la pièce est pratiquement intacte.

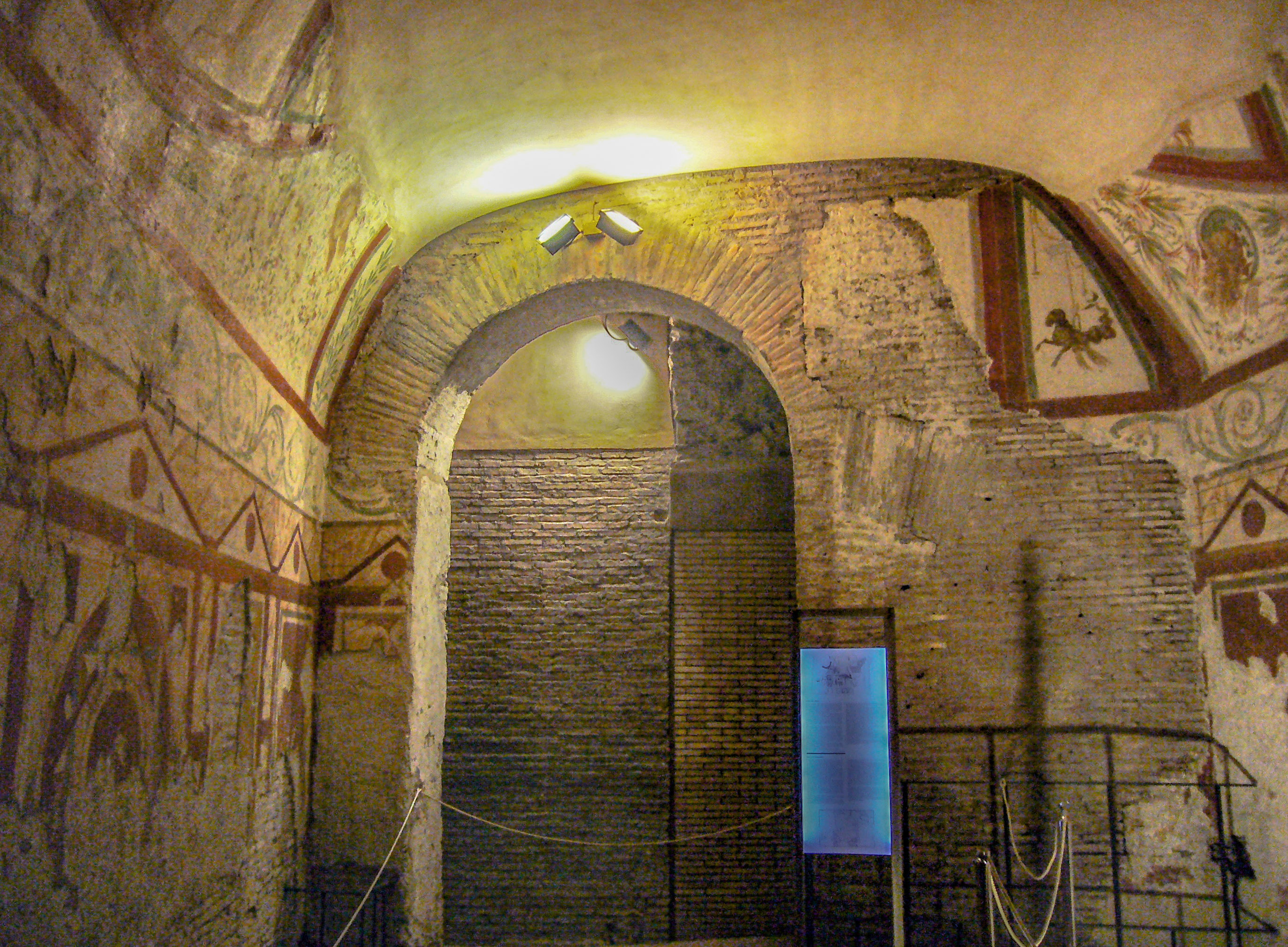
Salle de l'Orante.
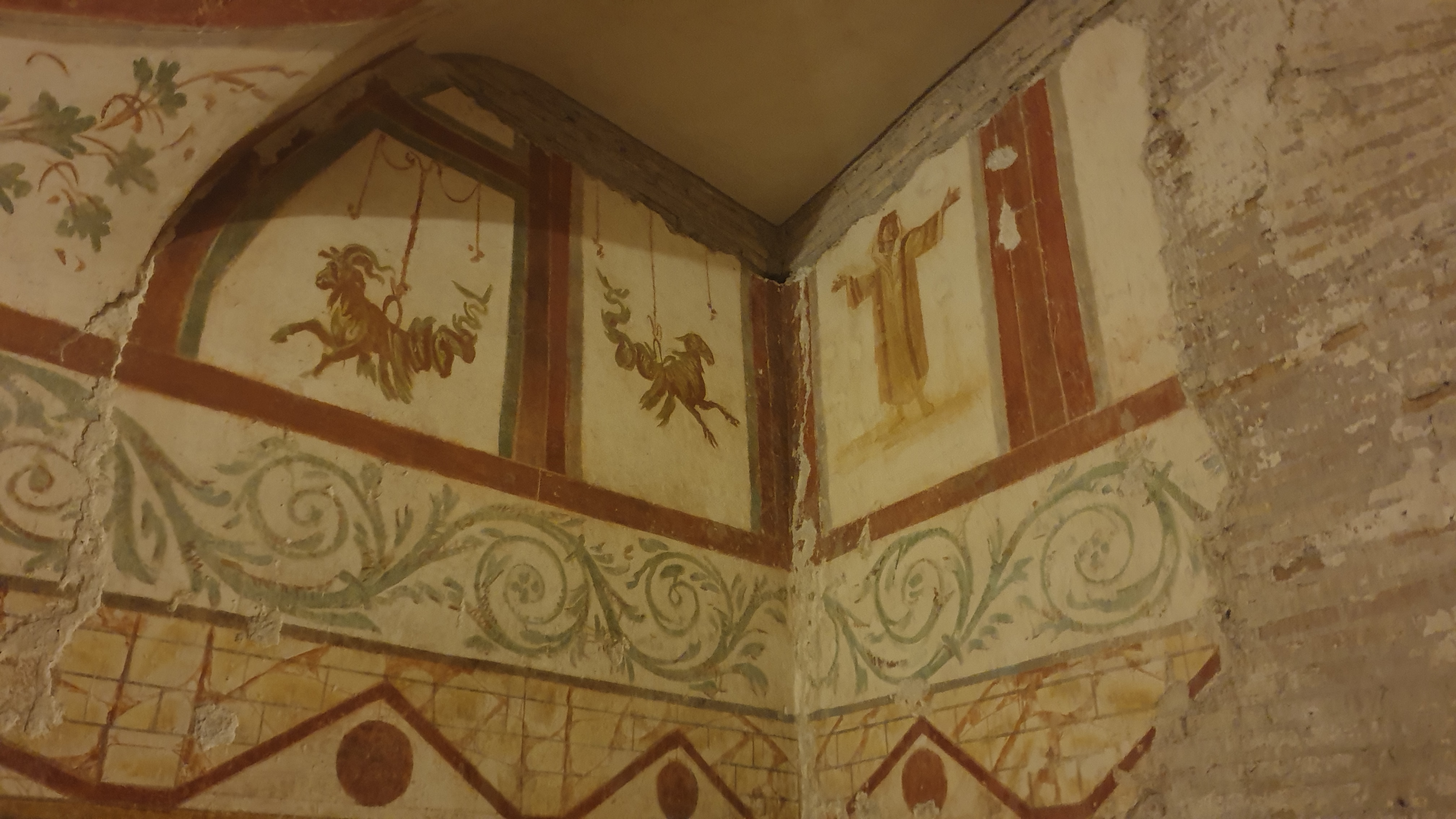
Fresque de l'Orante (femme en prière), avec chèvres et boucs.

Il y a aussi une série de panneaux avec différentes figures : le masque de Silène entouré de branches d'olivier, un masque de théâtre féminin parmi des fleurs de différentes couleurs, un autre masque de Silène parmi des épis de blé, une vigne et des monstres marins fantastiques suspendus dans les airs.

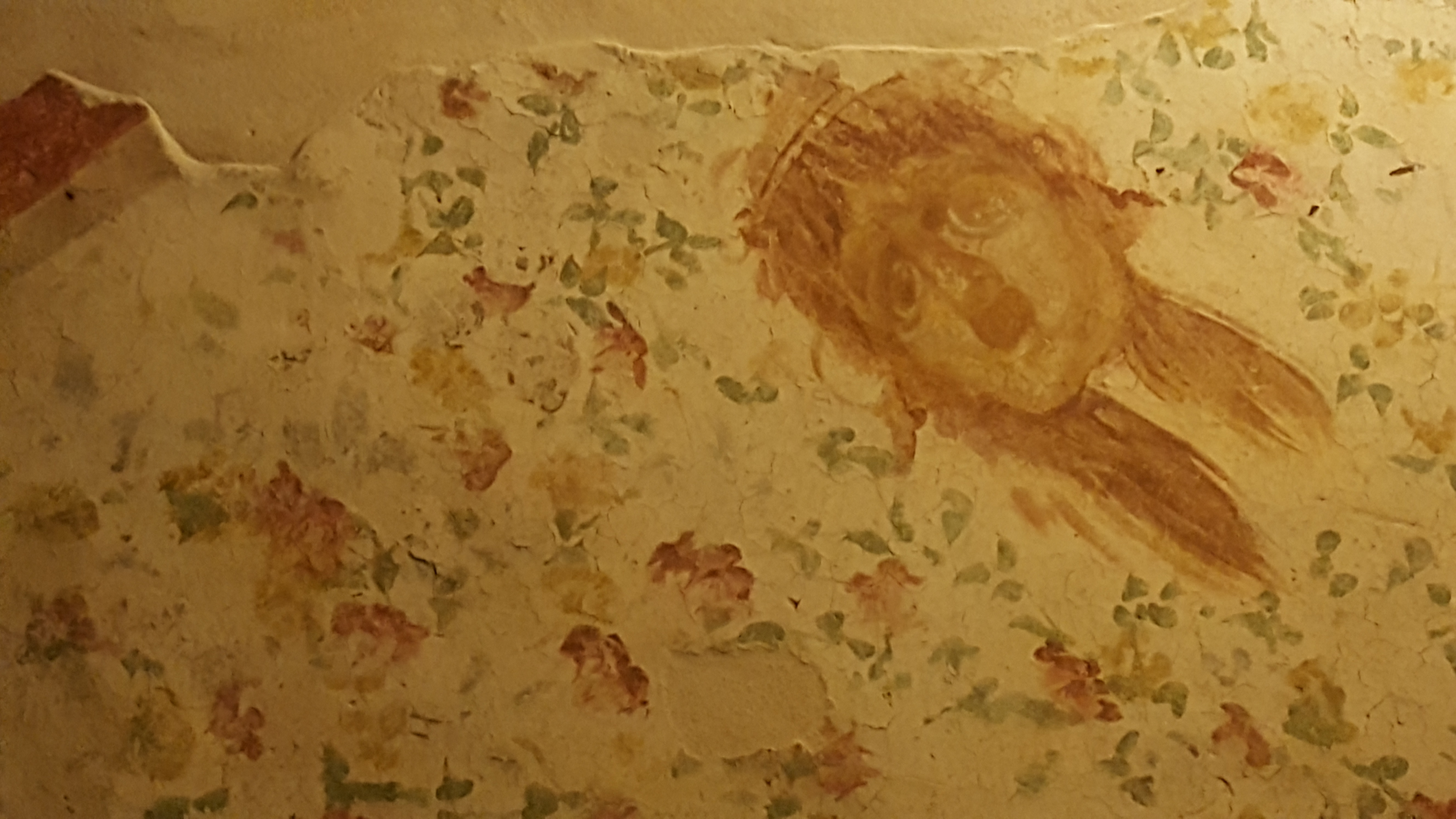
Au plafond : masque tragique,  décor floral.
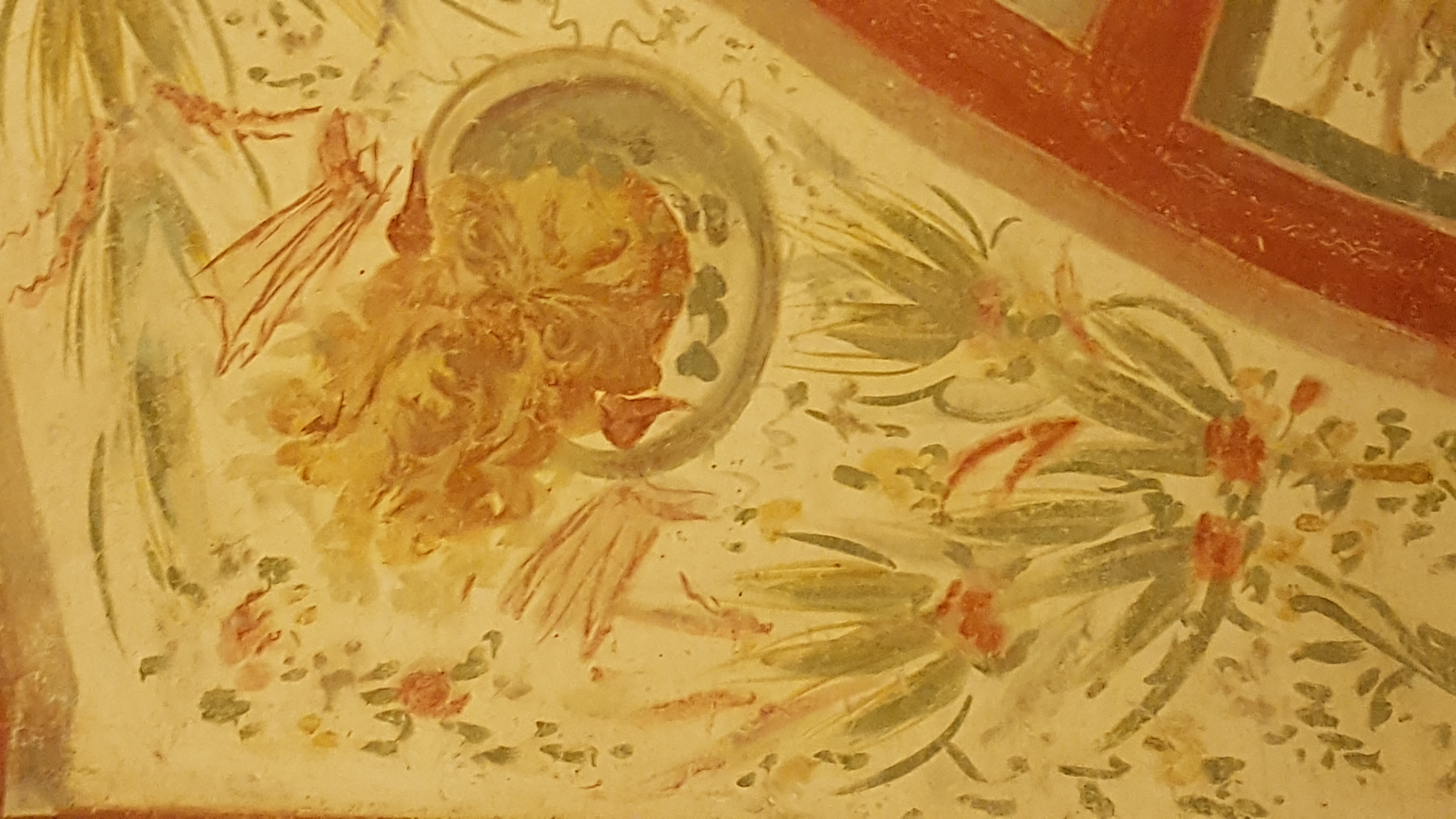
Masque de Silène parmi des branches d'olivier.

### Chambre du dieu Apis et des Bacchantes
La Salle du dieu Apis et des Bacchantes tire son nom de la décoration du plafond, montrant deux images païennes du dieu Apis et de deux Bacchantes. À gauche, après une petite pièce peinte en faux appareil isodome, on arrive à un ensemble de pièces sans aucune peinture ni autre revêtement, probablement les pièces de service de la maison.

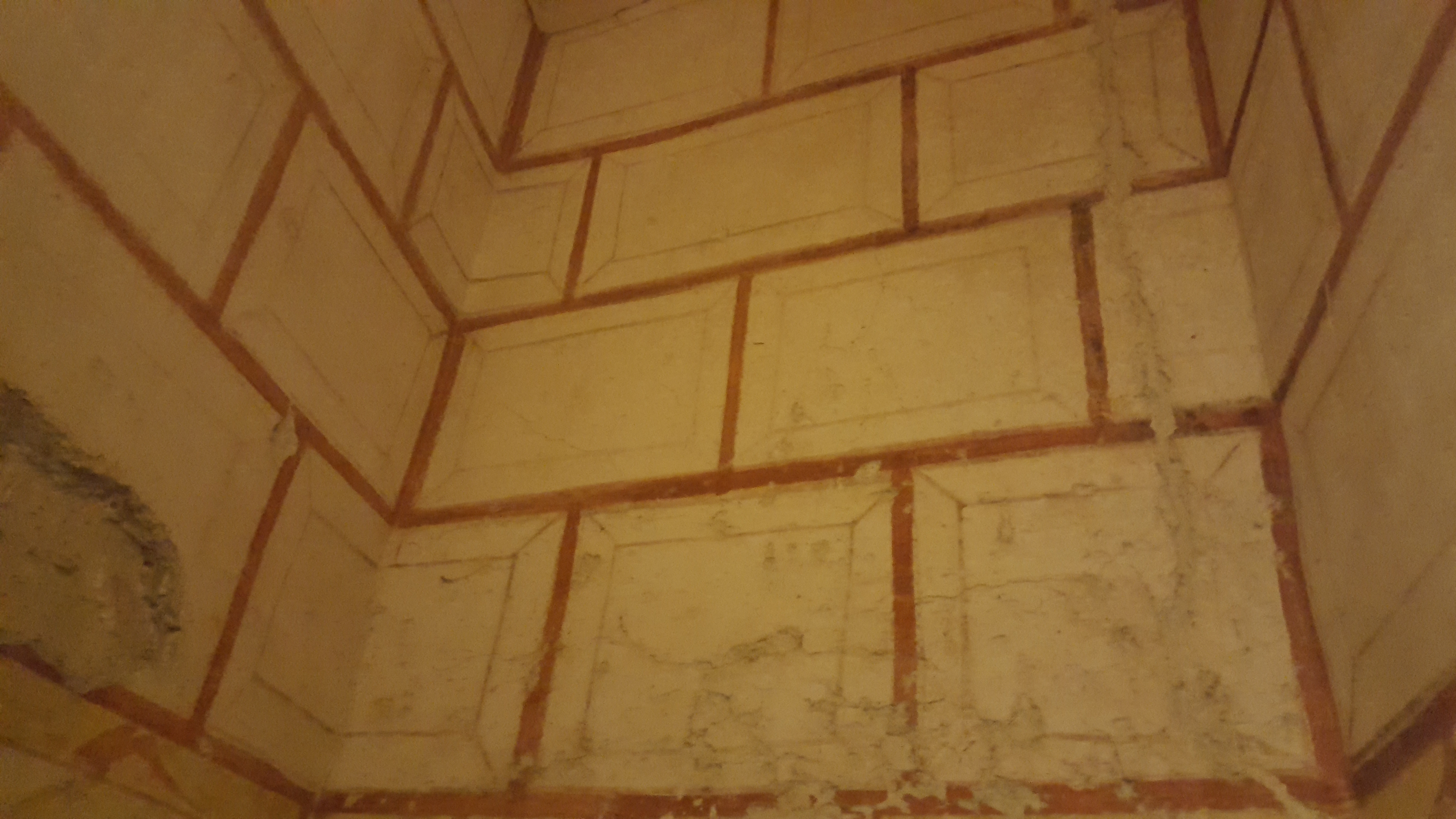
Décoration peinte en faux appareil isodome.

### Cave (cella vinaria)
Il s'agissait à l'origine d'une pièce à la décoration élégante située au deuxième étage, qui fut transformée en garde-manger ou cave à vin (en latin : cella vinaria). Ce local fut utilisé jusqu'au VIIe siècle, comme l'indiquent plusieurs amphores trouvées sur le site et actuellement exposées à l'Antiquarium. La présence de vases, d'une amphore enfouie dans le sol et d'un puits attestent également cet usage.
L'autel, les inscriptions et le mobilier en bois font partie d'une décoration du XIXe siècle. À droite se trouve l'entrée des thermes en contrebas.

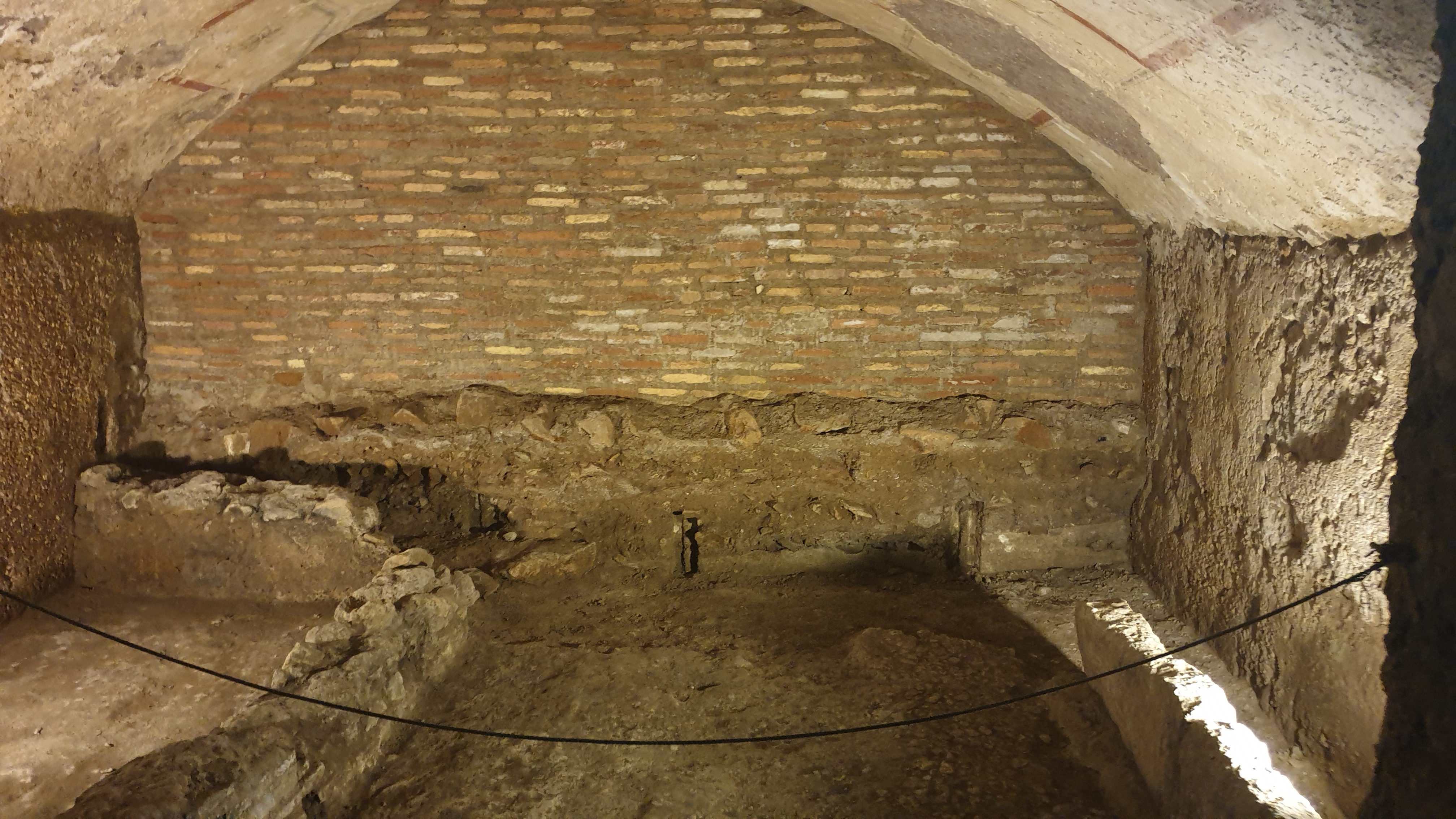
Cella vinaria.
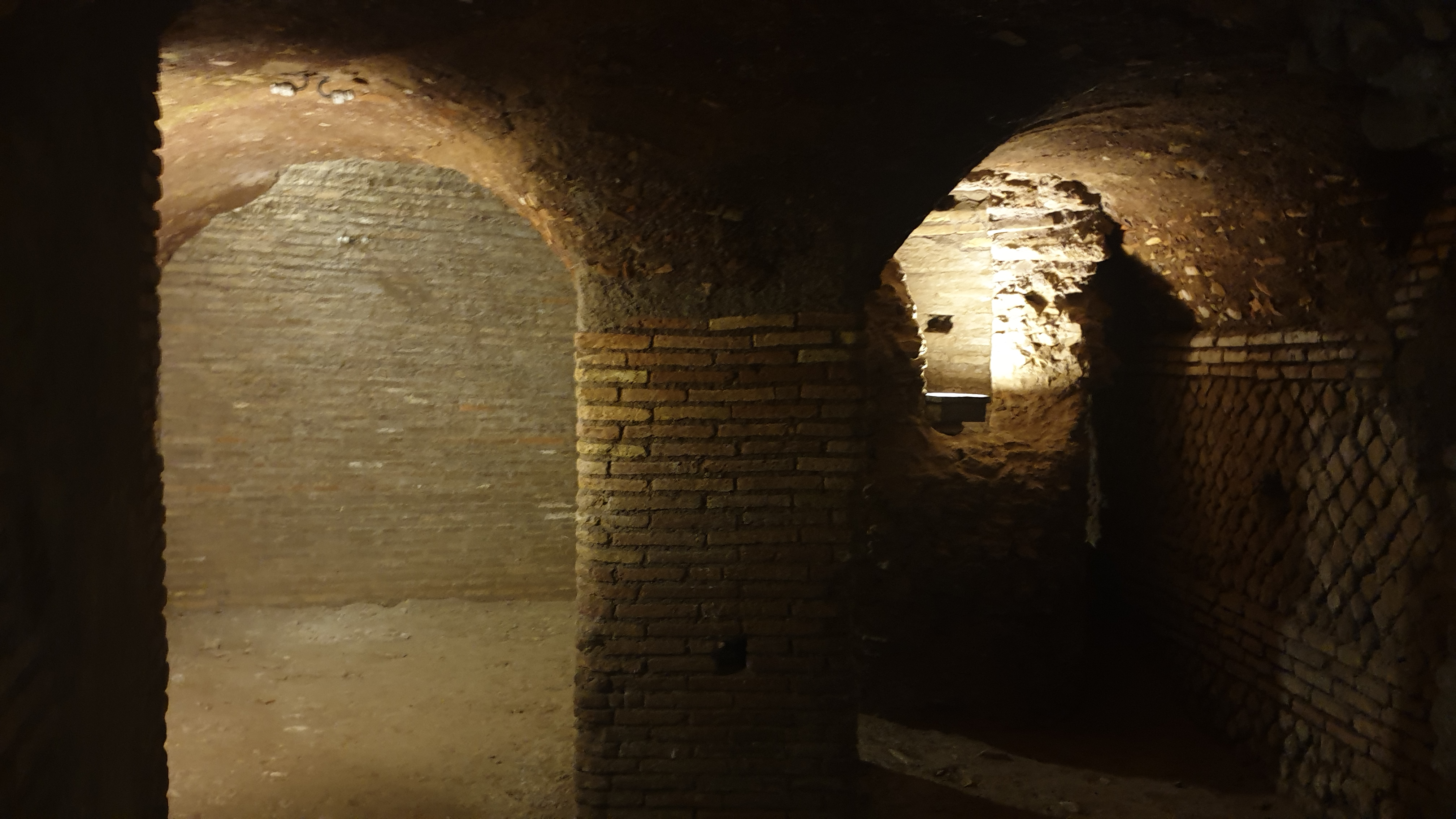
Cella vinaria.

### L'allée intérieure ouvicus
À travers le passage étroit et en descendant quelques marches se trouve le vicus, une allée longue et étroite pavée de pierres irrégulières. À l'origine, il séparait la riche résidence du IIe siècle à droite de l'immeuble public du IIIe siècle à gauche. Intégré à la réorganisation de l'ensemble au IIIe siècle, il est devenu un élément de liaison intérieur entre deux zones de la nouvelle résidence, agrandie d'une cour extérieure. Cette cour, qui possédait un nymphée, se trouve juste en face. En suivant l'allée se trouve un escalier sur la gauche, à l'endroit où, selon la tradition, furent enterrés les corps des martyrs Jean et Paul et où des fouilles trouvèrent trois tombes du début du IIe siècle.

### Oratoire (Confessio)
Dans la seconde moitié du IVe siècle fut construite la Confessio, un petit oratoire situé sous les marches d'un palier, à l'intérieur de la résidence. Selon la tradition, cet oratoire est également lié au martyre de Jean et Paul. L'ajout d'un deuxième escalier, visible sur le site, a permis de réguler le flux constant des pèlerins en créant un système de rotation (entrée par l'un et sortie par l'autre). Dans l'oratoire, accessible par un double escalier, les pèlerins s'arrêtaient pour prier devant des scènes chrétiennes peintes dans une niche.
La décoration, réalisée après le milieu du IVe siècle, s'organise en deux registres. En haut à gauche se trouve une scène de trois personnes arrêtées entre deux soldats romains : il est suggéré que ces trois-là étaient les martyrs Crispus, Crispinianus et Benedita ; en haut à droite se trouve la scène de leur martyre.

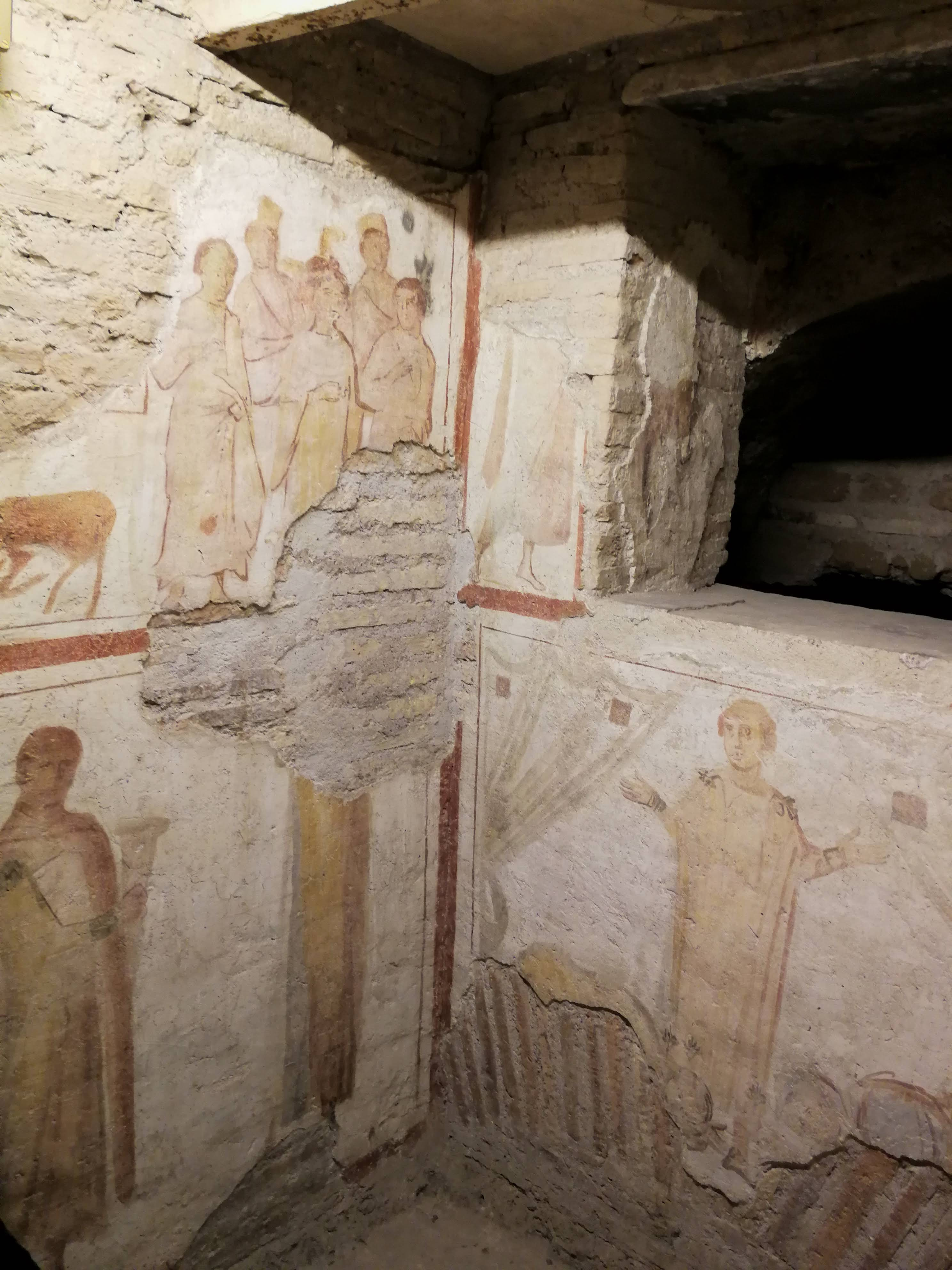
Confessio : fresque des martyrs.
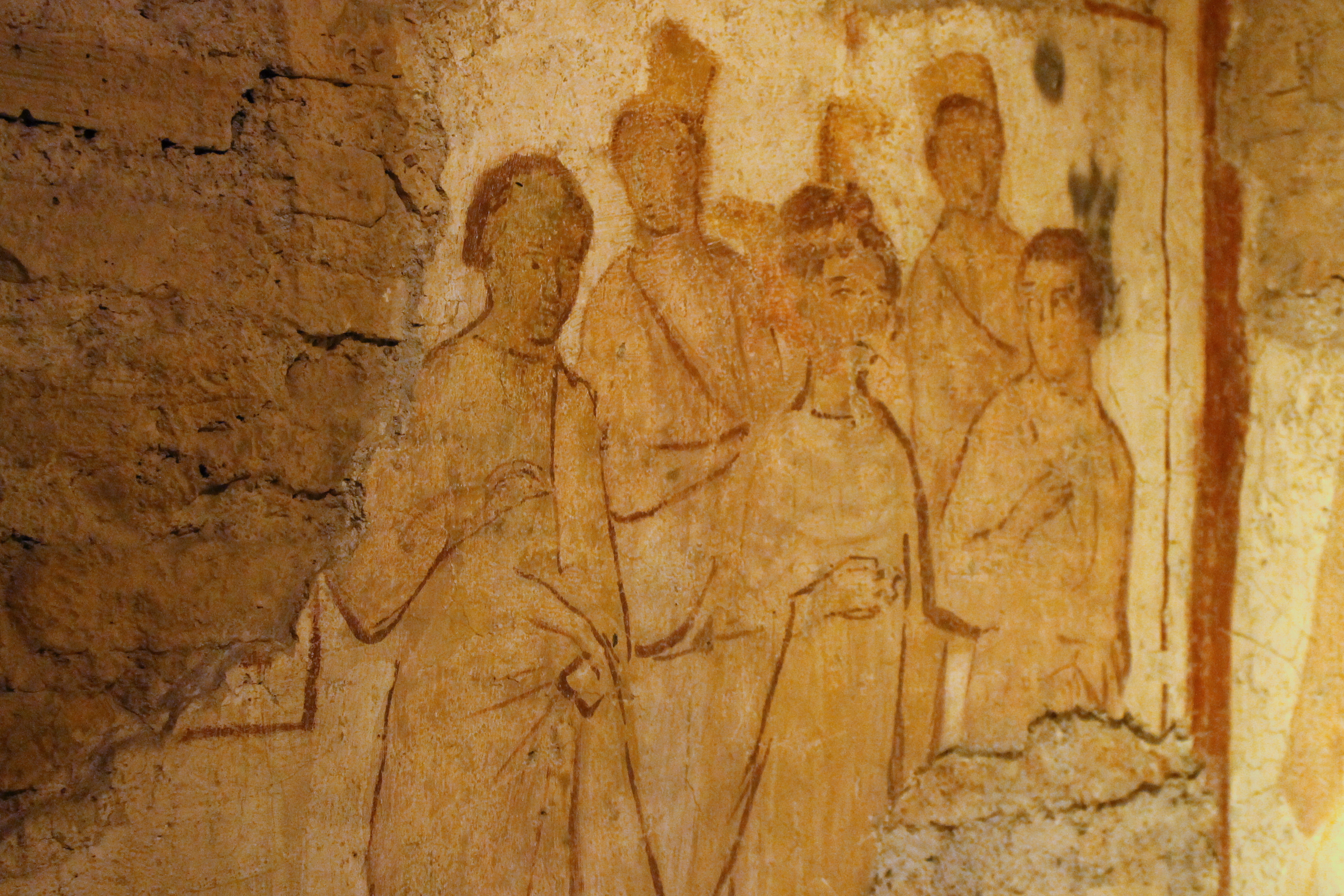
Fresque des martyrs Crispus, Crispinianus et Benedicta.

Au centre, en contrebas, se trouve un orant devant lequel s'agenouillent le sénateur romain Pammachius, qui a construit la basilique, et son épouse. L'ouverture, au-dessus, a été interprétée comme un confessionnal ou un espace destiné à abriter un cabinet avec des reliquaires. Le deuxième escalier communiquait à l'origine avec la cour du nymphée par l'étage supérieur de la résidence. En le descendant, il est possible de voir sur le mur de gauche une scène de viridarium (« jardin »).

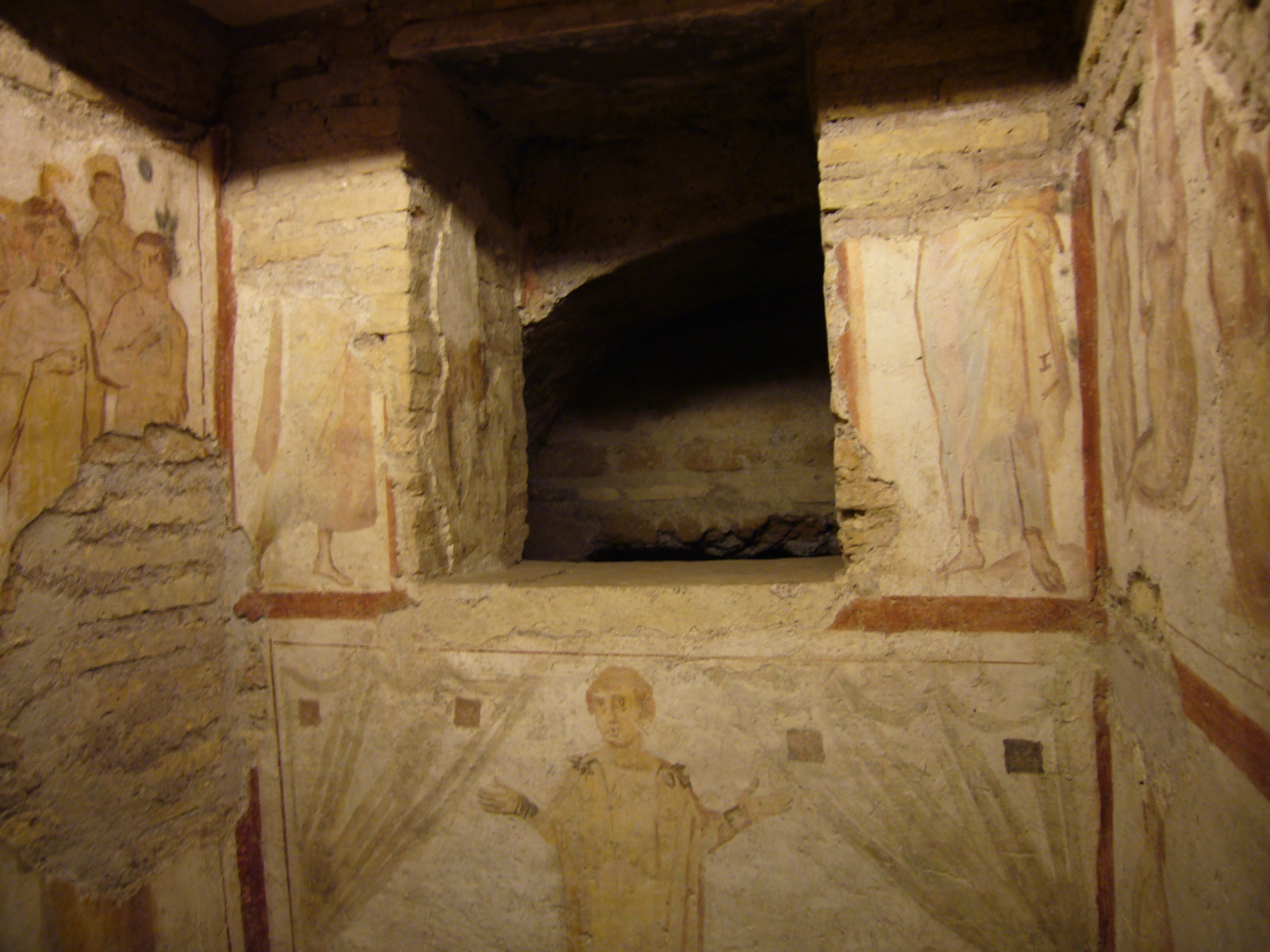
Fenestrella Confessionis.
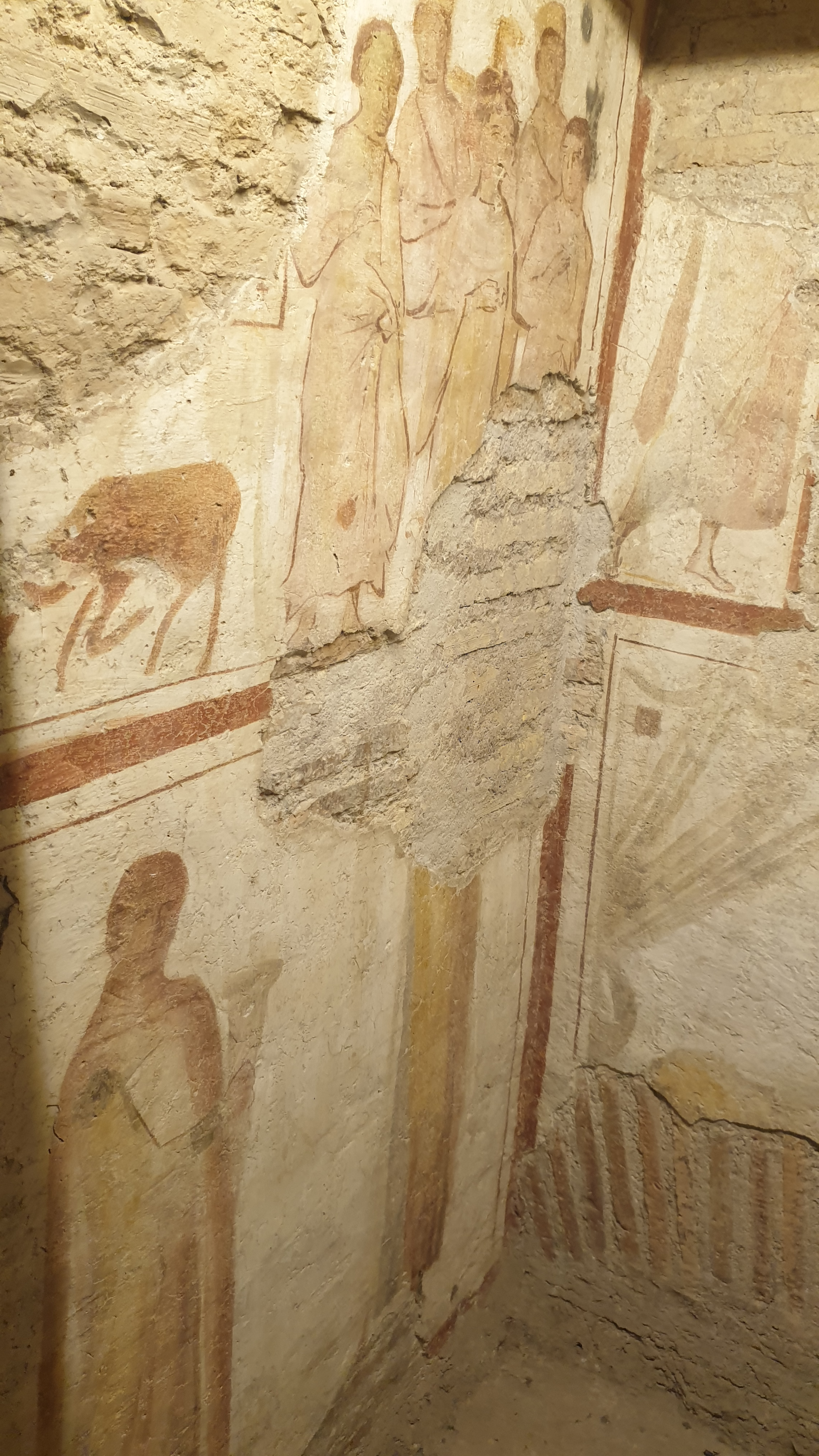
Le sénateur Pammachius.
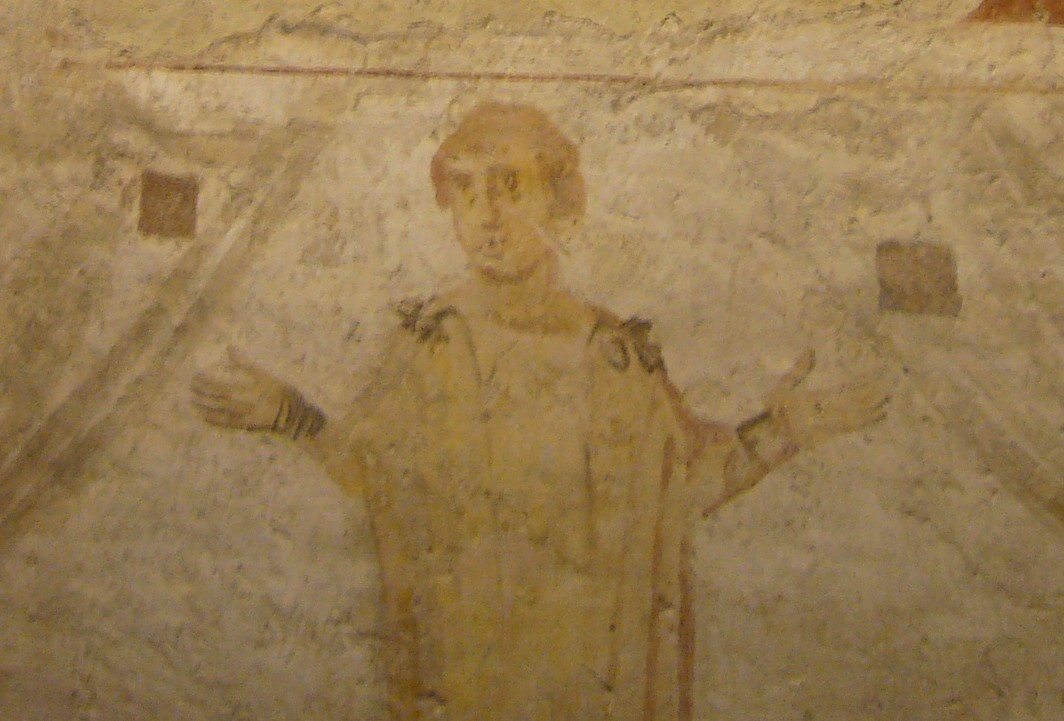
Figure centrale de l'orant, sous la fenestrella.
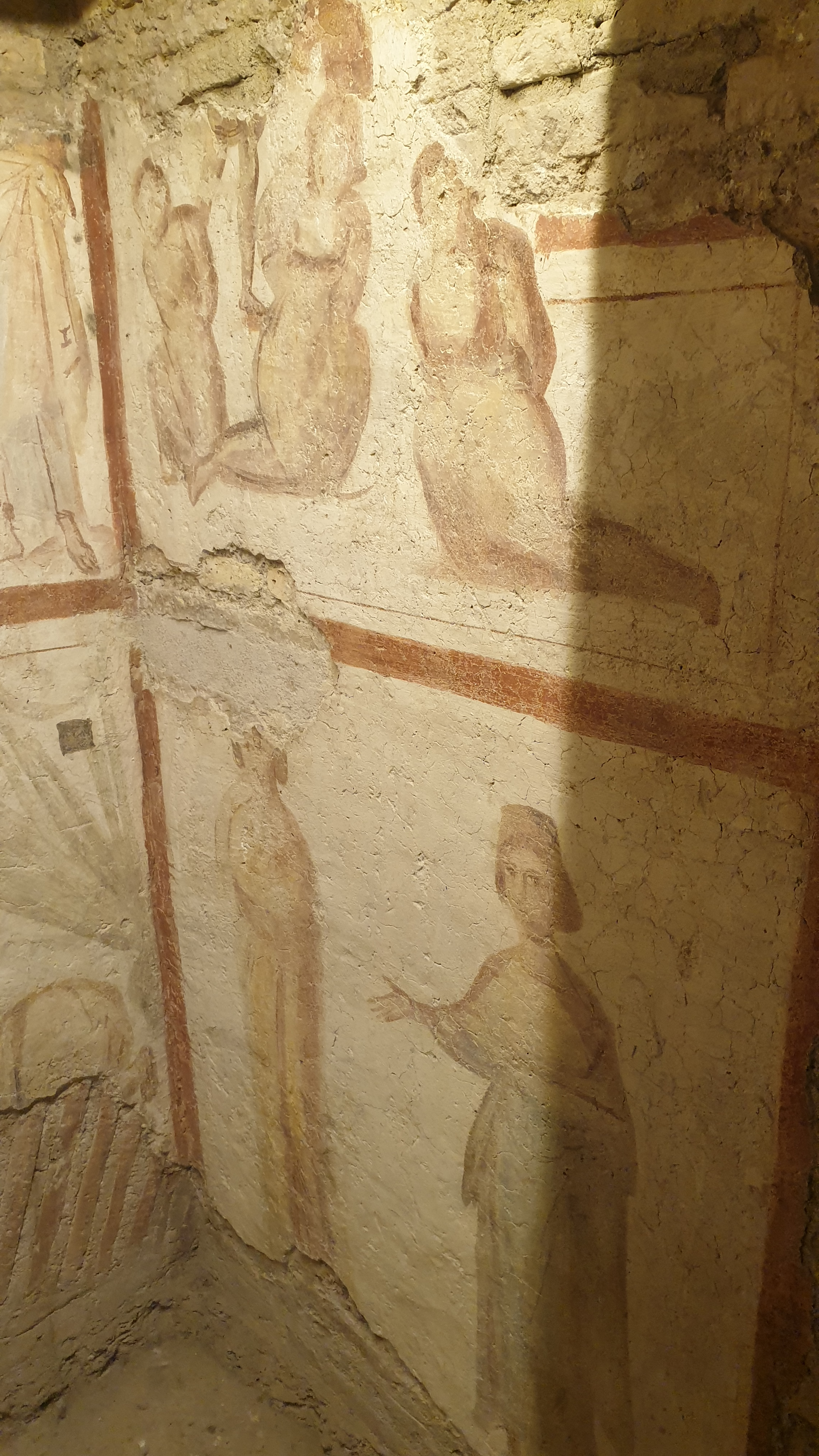
L'épouse de Pammachius.

### Nymphée de Proserpine

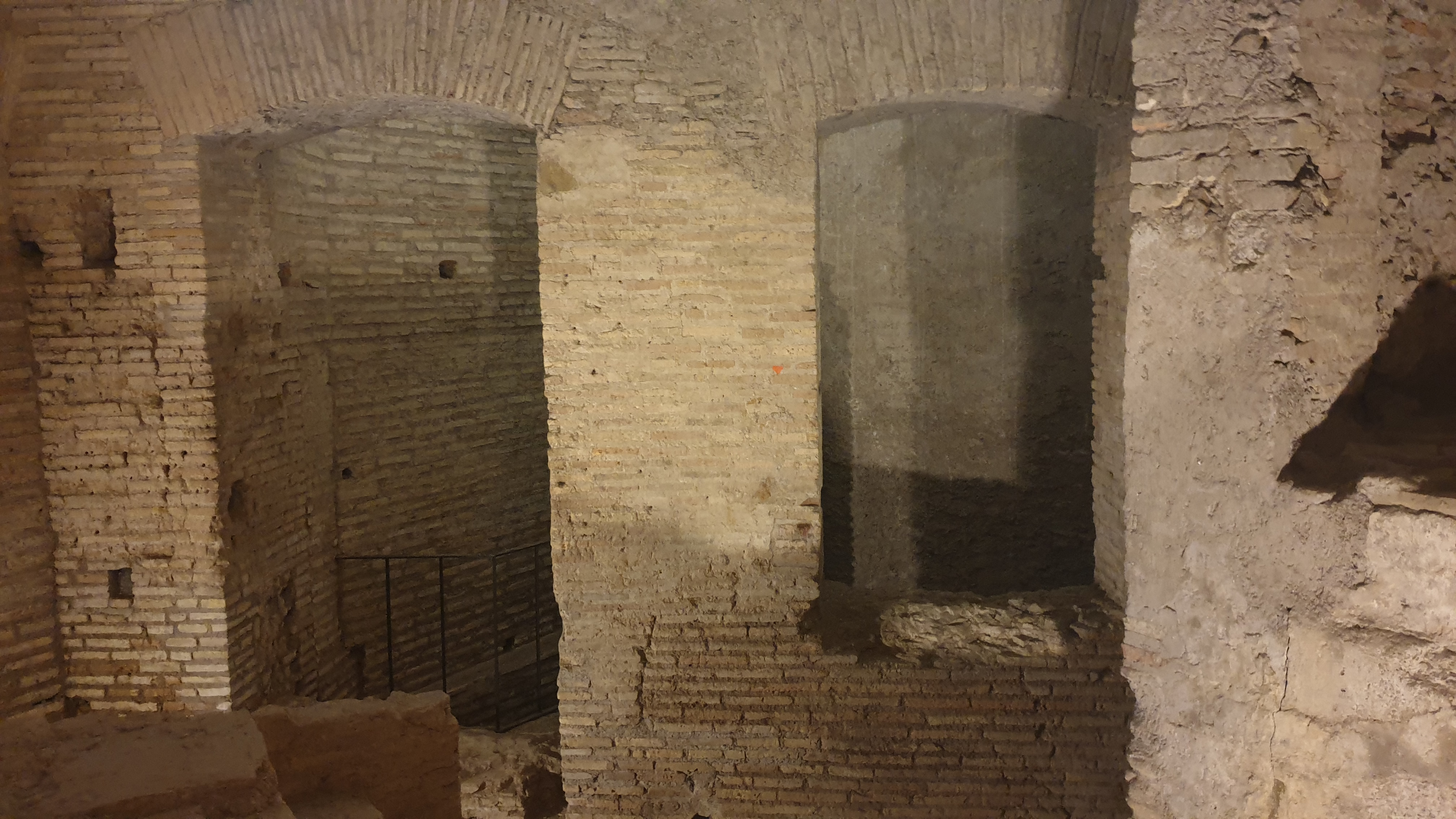
Structure du nymphée de Proserpine.

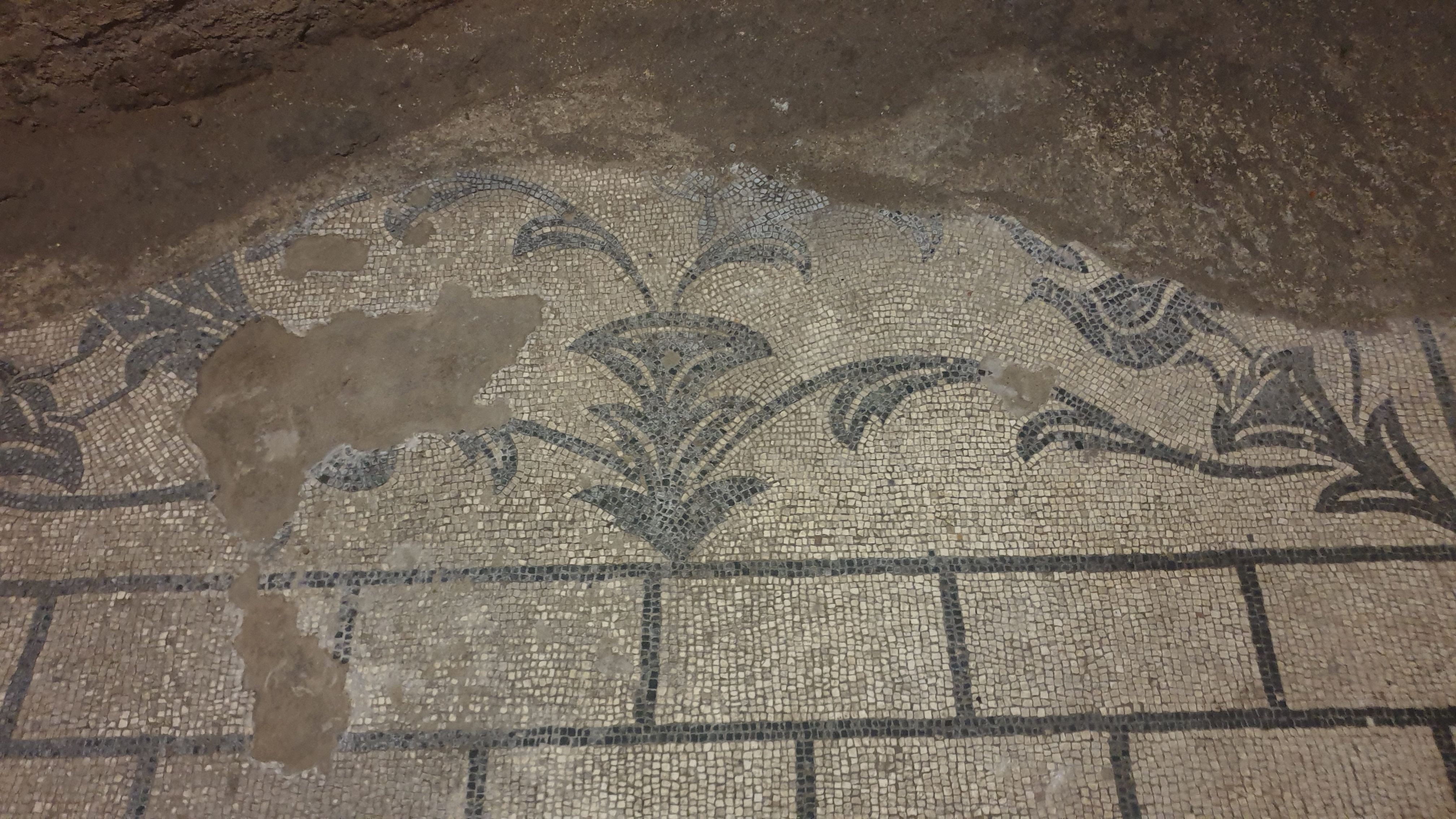
Mosaïque au sol.

Ce nymphée a été créé à l’origine pour être une cour intérieure à ciel ouvert séparant les bâtiments commerciaux des bâtiments résidentiels. L'espace a été transformé en nymphée avec l'insertion de niches avec des fontaines, encore visibles à la base du mur décoré de fresques. La structure rectangulaire est un puits.
La grande fresque de la seconde moitié du IIIe siècle représente une scène maritime mythologique avec de petits amours nus pêchant et naviguant. Au centre, sur un radeau, se trouvent deux personnages féminins, l'un vêtu d'une cape (en latin : pallio) et l'autre à moitié nu, à proximité d'un personnage masculin préparant une coupe. La scène a été interprétée de différentes manières. La figure à moitié nue pourrait être Vénus, née en mer et protectrice des marins. Une autre interprétation est que le personnage central est Proserpine, revenue des Enfers et flanquée de Cérès et Bacchus, ce dernier symbolisant le retour du printemps. Le sol, qui remonte également au IIIe siècle, est constitué de grands morceaux de marbre multicolores.
Dans la pièce voisine se trouve un sol de mosaïque en noir et blanc du IIe siècle, coupé par le mur de fondation de la basilique. Il faisait partie d'un bâtiment du IIe siècle et fut ensuite incorporé à la résidence agrandie. Un petit pont métallique et un escalier conduisent à l'Antiquarium.

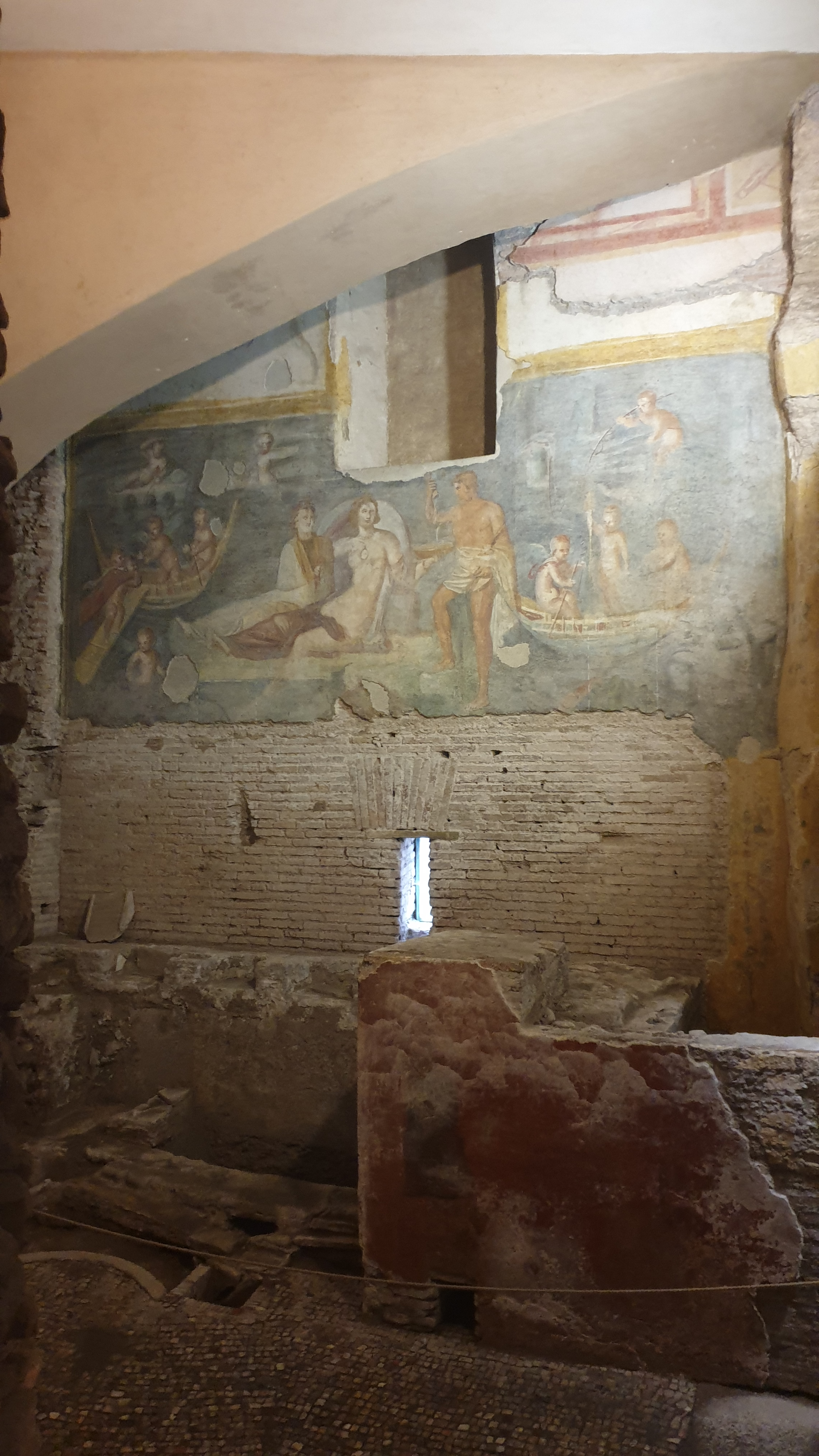
Mur décoré et fontaines
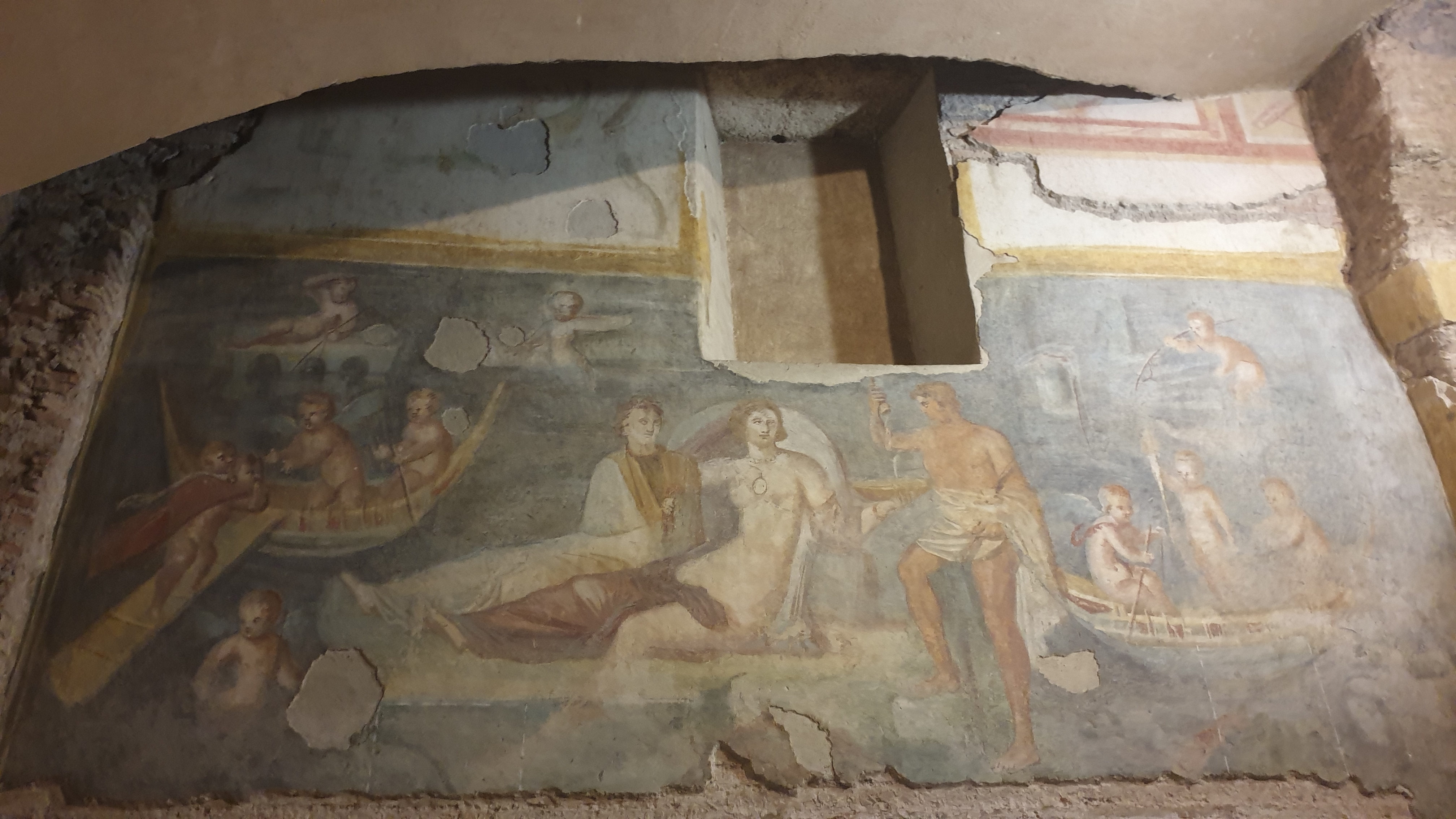
Fresque de Proserpine.
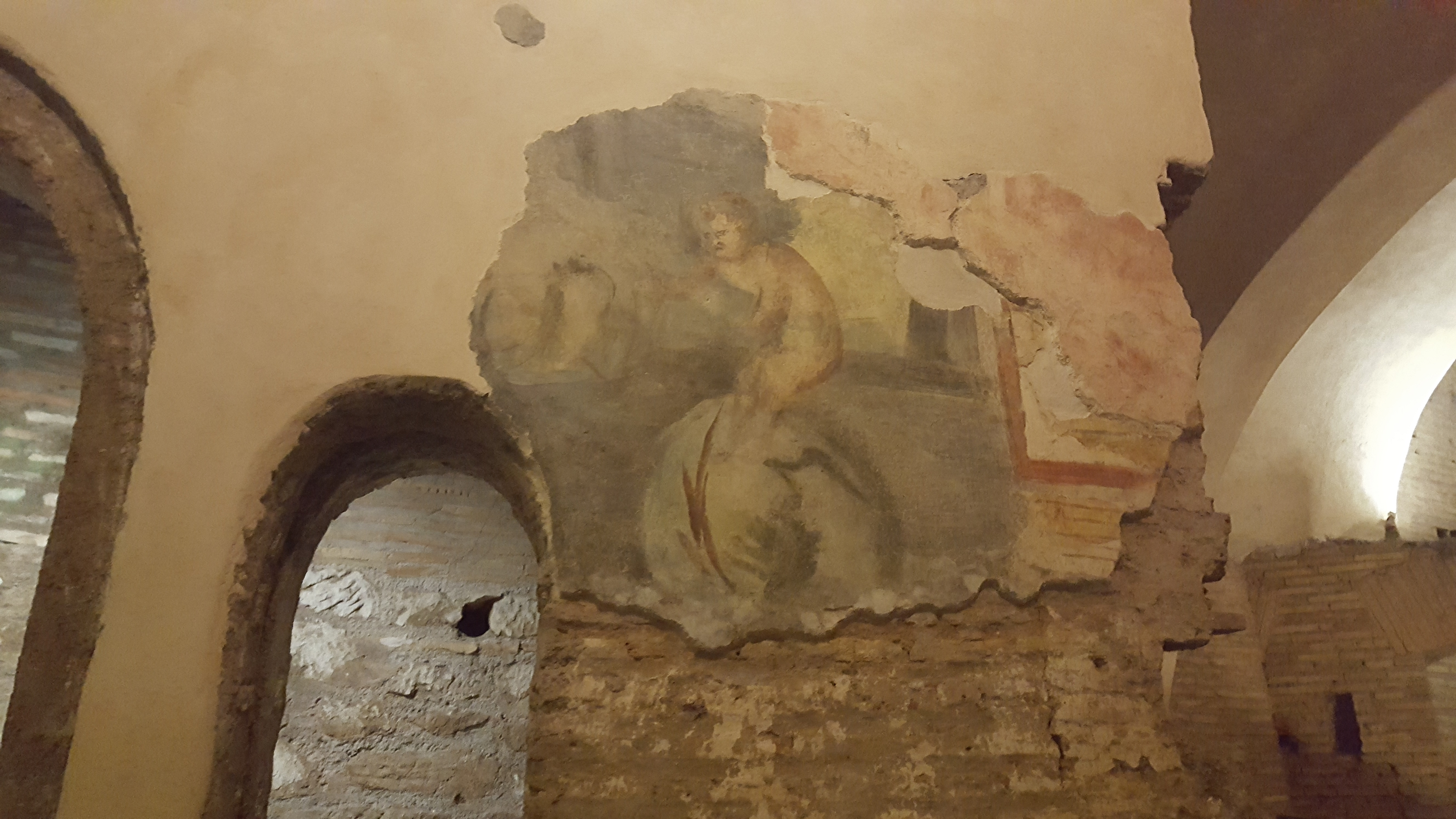
Fresque du nymphée de Proserpine : scène de l'Éros grincheux.

### Antiquarium du Caelius

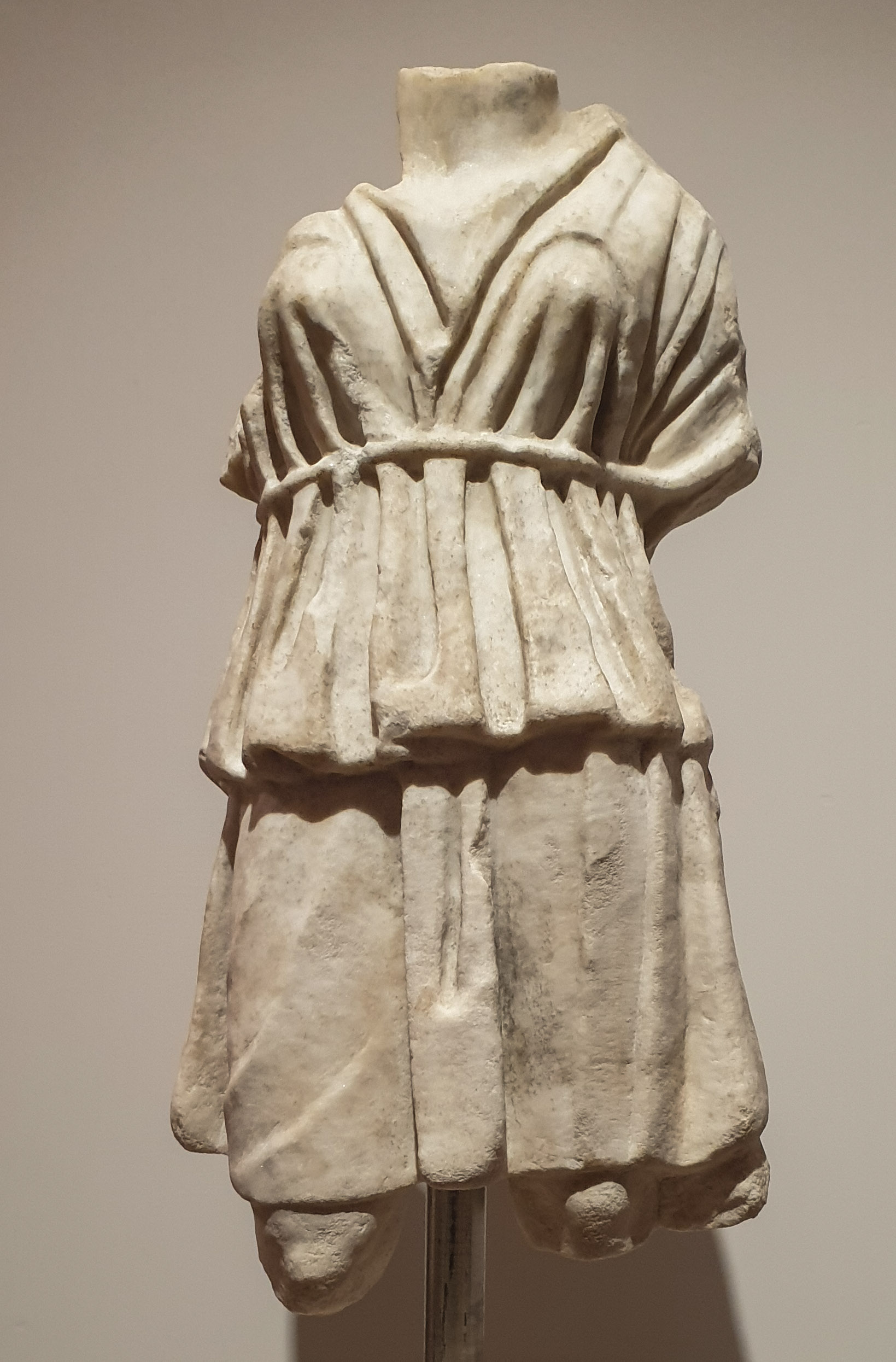
Diane, vêtue d'une tunique courte. Marbre,

L'Antiquarium se trouve directement sous la chapelle Saint-Paul de la Croix, en forme de croix grecque. Ce musée, créé en 2001 par la Superintendence archéologique de Rome, abrite des objets romains et médiévaux trouvés lors de fouilles réalisées entre 1887 et 1936. La collection comprend des inscriptions grecques et latines, différents types d'amphores du Ier au VIIe siècle, de la vaisselle et des ustensiles de cuisine, des aiguilles en ivoire et des lampes à huile.
Des fragments d'un buste en albâtre du IIe siècle et des coupes en verre du IVe siècle, sculptées dans un motif complexe similaire au thème de la grande fresque du nymphée, sont particulièrement intéressantes. Il existe également une importante collection d'assiettes en céramique vernissée d'origine byzantine, mozarabe et orientale. À l'origine, elles servaient de décor au clocher de la basilique : elles ont été déposées dans les années 1950 et remplacées par des copies.
Sur le mur principal se trouve une grande fresque du XIIe siècle représentant le Christ entre les archanges Michel et Gabriel et les martyrs Jean et Paul. Elle a été trouvée dans les années 1950 à l'oratoire du Saint-Sauveur et transférée à l'Antiquarium au XXIe siècle. Au centre se trouve une dalle funéraire du Xe siècle réutilisée comme pierre tombale en 1332.

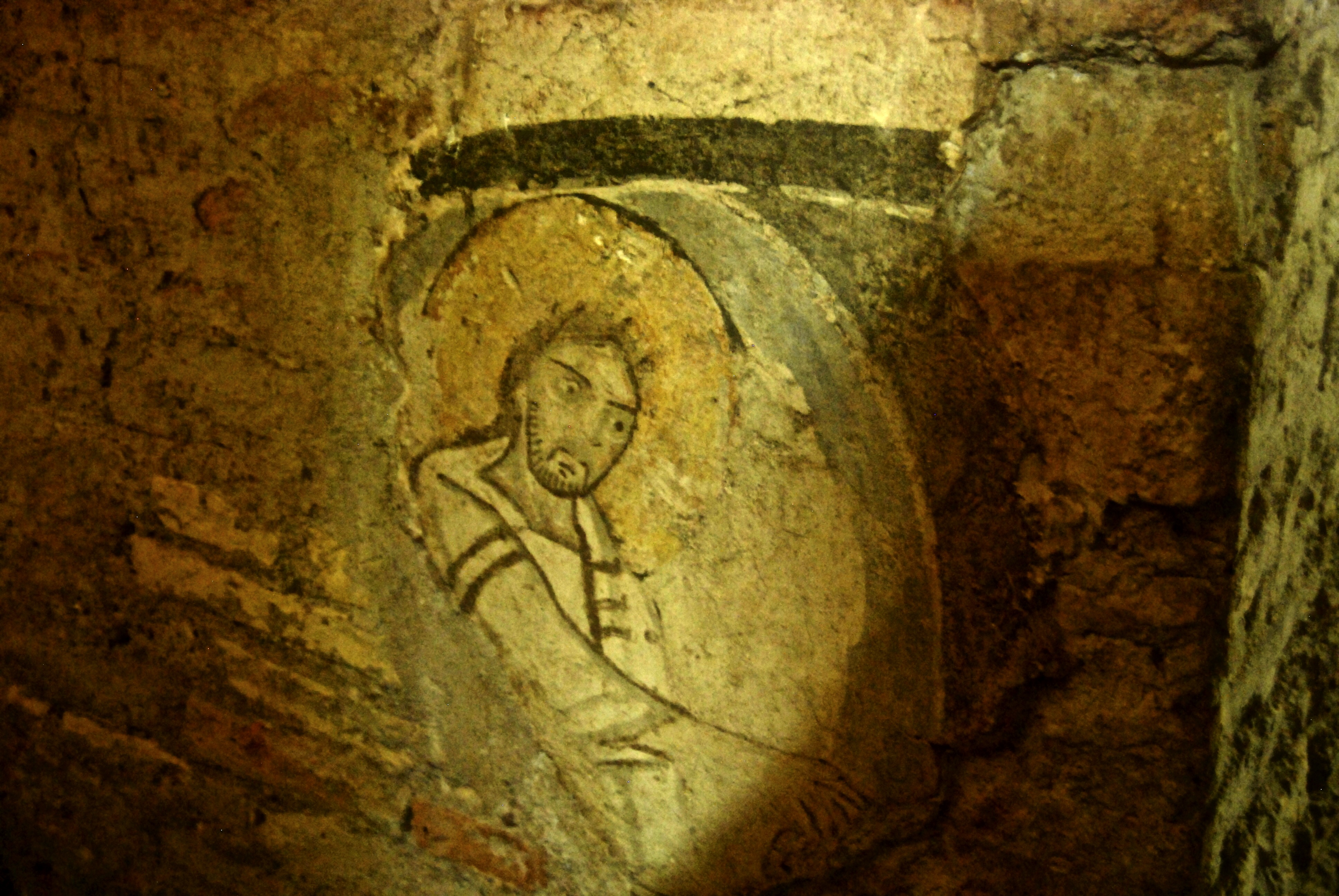
Fresque chrétienne.
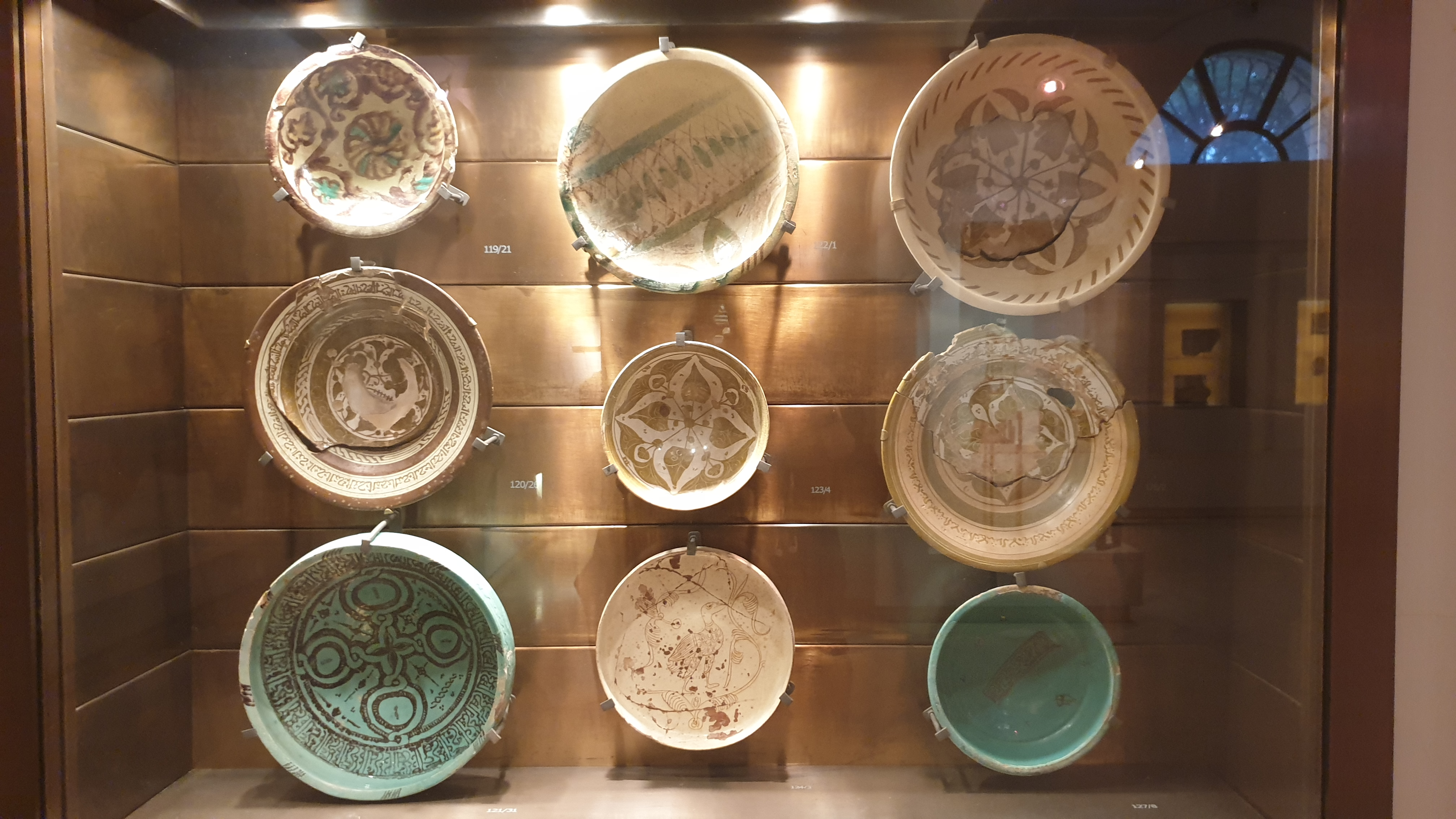
Céramique orientale vernissée.